# Elezioni primarie del Partito Democratico del 2020 (Stati Uniti d'America)
Le elezioni primarie del Partito Democratico statunitense del 2020 si sono tenute tra i mesi di febbraio e agosto dello stesso anno, in vista delle elezioni generali di novembre.
Così come per l'elezione presidenziale, anche le primarie prevedono un'elezione semi-diretta: in ogni Stato vengono eletti dei cosiddetti "delegati", in base al proprio dichiarato sostegno ai vari candidati, che si vanno ad aggiungere ad una minoranza di "super-delegati" slegati dal voto popolare. Questi, in occasione della convention nazionale, rinviata da luglio ad agosto 2020 a seguito della pandemia di COVID-19, eleggeranno formalmente il candidato alla Presidenza del partito.
Con ben 27 candidati principali, le primarie del 2020 si impongono come quelle con il maggior numero di partecipanti di sempre, superando i 17 delle primarie repubblicane del 2016.
L'8 aprile 2020, con il ritiro di Bernie Sanders, l'ex vicepresidente Joe Biden è diventato il candidato in pectore del Partito Democratico per le elezioni presidenziali di novembre, diventando poi il candidato ufficiale il 19 agosto successivo durante la convention tenutasi on-line.

## Candidati
Il primo ad annunciare la sua candidatura fu il rappresentante del Maryland John Delaney nel luglio 2017. Successivamente si aggiunsero altri ventisei candidati, tra i quali l'ex-vicepresidente Joe Biden, il senatore del Vermont nonché runner-up delle primarie 2016 Bernie Sanders, la senatrice del Massachusetts Elizabeth Warren e la senatrice della California Kamala Harris, universalmente considerati dai media come i favoriti alla nomination.
La candidata presidente uscente Hillary Clinton, dopo alcune voci su una sua nuova discesa in campo, escluse invece una sua ricandidatura. Tra gli altri che rifiutarono di partecipare alla tornata elettorale, vanno citati anche Tim Kaine, John Kerry, Oprah Winfrey e Michelle Obama. Al contrario, i primi a ritirarsi dalla corsa furono il membro del Senato della Virginia Occidentale Richard Ojeda (ben prima dell'inizio dei dibattiti), il rappresentante della California Eric Swalwell e l'ex governatore del Colorado John Hickenlooper.

### Vincitore
| Nome      | Dati di nascita con età all'inizio della convention | Cariche precedenti | Stato di provenienza | Data annuncio candidatura | Logo campagna | Note         |
| --------- | --------------------------------------------------- | --- | -------------------- | ------------------------- | ------------- | ------------ |
| Joe Biden | 20 novembre 1942 (77 anni) Scranton, Pennsylvania   | Vicepresidente degli Stati Uniti d'America (2009-2017) Senatore dello Stato del Delaware (1973-2009) Candidato alla Presidenza nelle primarie del 1988 e del 2008 | Delaware             | 25 aprile 2019            |               | [ 3 ] [ 13 ] |

#### Candidati ritiratisi durante le primarie
| Nome              | Dati di nascita con età all'inizio della convention | Cariche precedenti | Stato di provenienza | Data annuncio candidatura | Data ritiro      | Logo campagna | Note          |
| ----------------- | --------------------------------------------------- | --- | -------------------- | ------------------------- | ---------------- | ------------- | ------------- |
| Michael Bennet    | 28 novembre 1964 (55 anni) Nuova Delhi, India       | Senatore dello Stato del Colorado (2009 - in carica) | Colorado             | 2 maggio 2019             | 11 febbraio 2020 |               | [ 14 ] [ 15 ] |
| Michael Bloomberg | 14 febbraio 1942 (78 anni) Boston, Massachusetts    | Sindaco di New York (2002-2013) | New York             | 23 novembre 2019          | 4 marzo 2020     |               | -             |
| Pete Buttigieg    | 19 gennaio 1982 (38 anni) South Bend, Indiana       | Sindaco di South Bend, Indiana (2012 - 2020) | Indiana              | 14 aprile 2019            | 1º marzo 2020    |               | [ 16 ] [ 17 ] |
| Tulsi Gabbard     | 12 aprile 1981 (39 anni) Leloaloa, Samoa Americane  | Membro della Camera dei Rappresentanti delle Hawaii (2013 - in carica) | Hawaii               | 11 gennaio 2019           | 19 marzo 2020    |               | -             |
| Amy Klobuchar     | 25 maggio 1960 (60 anni) Plymouth, Minnesota        | Senatrice dello Stato del Minnesota (2007 - in carica) | Minnesota            | 10 febbraio 2019          | 2 marzo 2020     |               | -             |
| Deval Patrick     | 31 luglio 1956 (64 anni) Chicago, Illinois          | Governatore del Massachusetts (2007-2015) | Massachusetts        | 14 novembre 2019          | 12 febbraio 2020 | -             | -             |
| Bernie Sanders    | 18 settembre 1941 (78 anni) Brooklyn, New York      | Senatore dello Stato del Vermont (2007 - in carica) Candidato alla Presidenza nelle primarie del 2016 Membro della Camera dei rappresentanti (1991-2007) Sindaco di Burlington (1981-1989) | Vermont              | 19 febbraio 2019          | 8 aprile 2020    |               | [ 4 ] [ 18 ]  |
| Tom Steyer        | 27 giugno 1957 (63 anni) Manhattan, New York        | Manager di fondi d'investimento, filantropo ed ambientalista | California           | 9 luglio 2019             | 29 febbraio 2020 | \|            | -             |
| Elizabeth Warren  | 22 giugno 1949 (71 anni) Oklahoma City, Oklahoma    | Senatrice dello Stato del Massachusetts (2013 - in carica) | Massachusetts        | 9 febbraio 2019           | 5 marzo 2020     |               | -             |
| Andrew Yang       | 13 gennaio 1975 (45 anni) Schenectady, New York     | Imprenditore e filantropo | New York             | 6 novembre 2017           | 11 febbraio 2020 |               | -             |

#### Candidati ritiratisi prima dell'inizio delle primarie
| Nome                | Dati di nascita con età all'inizio della convention | Cariche precedenti | Stato di provenienza | Data candidatura | Data ritiro       | Logo campagna | Note                 |
| ------------------- | --------------------------------------------------- | --- | -------------------- | ---------------- | ----------------- | ------------- | -------------------- |
| Cory Booker         | 27 aprile 1969 (51 anni) Washington                 | Senatore dello Stato del New Jersey (2013 - in carica) Sindaco di Newark (2006-2013) | New Jersey           | 1º febbraio 2019 | 13 gennaio 2020   |               | [ 19 ] [ 20 ]        |
| Steve Bullock       | 11 aprile 1966 (54 anni) Missoula, Montana          | Governatore del Montana (2013 - 2021) Procuratore generale del Montana (2009-2013) | Montana              | 14 maggio 2019   | 2 dicembre 2019   |               | [ 21 ] [ 22 ]        |
| Julián Castro       | 16 settembre 1974 (45 anni) San Antonio, Texas      | Segretario della casa e dello sviluppo urbano (2014-2017) Sindaco di San Antonio, Texas (2009-2014)                                                                                     | Texas                | 12 gennaio 2019  | 2 gennaio 2020    |               | [ 23 ] [ 24 ] [ 25 ] |
| Bill de Blasio      | 8 maggio 1961 (59 anni) Manhattan, New York         | Sindaco di New York (2014 - 2021) | New York             | 16 maggio 2019   | 20 settembre 2019 |               | [ 26 ] [ 27 ] [ 28 ] |
| John Delaney        | 16 aprile 1963 (57 anni) Wood-Ridge, New Jersey     | Membro della Camera dei Rappresentanti del Maryland (2013-2019) | Maryland             | 28 luglio 2017   | 31 gennaio 2020   |               | [ 2 ] [ 29 ]         |
| Kirsten Gillibrand  | 9 dicembre 1966 (53 anni) Albany, New York          | Senatrice dello Stato di New York (2009 - in carica) Membro della Camera dei Rappresentanti (2007-2009)                                                                                 | New York             | 17 marzo 2019    | 28 agosto 2019    |               | [ 30 ]               |
| Mike Gravel         | 13 maggio 1930 (90 anni) Springfield, Massachusetts | Senatore dello Stato dell'Alaska (1969-1981) Candidato alla Presidenza nelle primarie democratiche e libertariane del 2008 Candidato vicepresidente alle primarie democratiche del 1972 | Alaska               | 8 aprile 2019    | 5 agosto 2019     |               | [ 31 ]               |
| Kamala Harris       | 20 ottobre 1964 (55 anni) Oakland, California       | Senatrice dello Stato della California (2017 - in carica) Procuratrice generale della California (2011-2017)                                                                            | California           | 21 gennaio 2019  | 3 dicembre 2019   |               | [ 32 ]               |
| John Hickenlooper   | 7 febbraio 1952 (68 anni) Narberth, Pennsylvania    | Governatore del Colorado (2011-2019) Sindaco di Denver, Colorado (2003-2011) | Colorado             | 4 marzo 2019     | 15 agosto 2019    |               | -                    |
| Jay Inslee          | 9 febbraio 1951 (69 anni) Seattle, Washington       | Governatore del Washington (2013 - in carica) Membro della Camera dei Rappresentanti (1993-1995, 1999-2012)                                                                             | Washington           | 1º marzo 2019    | 21 agosto 2019    |               | -                    |
| Wayne Messam        | 7 giugno 1974 (46 anni) South Bay, Florida          | Sindaco di Miramar, Florida (2015 - in carica) | Florida              | 28 marzo 2019    | 21 novembre 2019  |               | -                    |
| Seth Moulton        | 24 ottobre 1978 (41 anni) Salem, Massachusetts      | Membro della Camera dei Rappresentanti del Massachusetts (2015 - in carica) | Massachusetts        | 22 aprile 2019   | 23 agosto 2019    |               | -                    |
| Richard Ojeda       | 25 settembre 1970 (49 anni) Rochester, Minnesota    | Membro del Senato della Virginia Occidentale (2016-2019) | Virginia Occidentale | 11 novembre 2018 | 25 gennaio 2019   | -             | [ 10 ]               |
| Beto O'Rourke       | 26 settembre 1972 (47 anni) El Paso, Texas          | Membro della Camera dei Rappresentanti del Texas (2013-2019) | Texas                | 14 marzo 2019    | 1º novembre 2019  |               | [ 33 ]               |
| Tim Ryan            | 16 luglio 1973 (47 anni) Niles, Ohio                | Membro della Camera dei Rappresentanti dell'Ohio (2003 - in carica) | Ohio                 | 4 aprile 2019    | 24 ottobre 2019   |               | [ 34 ] [ 35 ]        |
| Joe Sestak          | 12 dicembre 1951 (68 anni) Secane, Pennsylvania     | Membro della Camera dei Rappresentanti della Pennsylvania (2007-2011) | Pennsylvania         | 22 giugno 2019   | 1 dicembre 2019   | -             | -                    |
| Eric Swalwell       | 16 novembre 1980 (39 anni) Sac City, Iowa           | Membro della Camera dei Rappresentanti della California (2013 - in carica) | California           | 8 aprile 2019    | 8 luglio 2019     |               | [ 11 ] [ 36 ]        |
| Marianne Williamson | 8 luglio 1952 (68 anni) Houston, Texas              | Scrittrice ed attivista | Iowa                 | 21 gennaio 2019  | 10 gennaio 2020   |               | -                    |

## Dibattiti
| Dibattito | Data              | Ora (ET) | Spettatori                                  | Luogo                                                                          | Organizzatori                                    | Moderatori                                                                 |
| --------- | ----------------- | -------- | ------------------------------------------- | ------------------------------------------------------------------------------ | ------------------------------------------------ | -------------------------------------------------------------------------- |
| 1A        | 26 giugno 2019    | 21-23    | ~24,3 milioni (15,3m TV; 9m streaming)      | Arsht Center, Miami, Florida                                                   | NBC News MSNBC Telemundo                         | Jose Diaz-Balart Savannah Guthrie Lester Holt Rachel Maddow Chuck Todd     |
| 1B        | 27 giugno 2019    | 21-23    | ~27,1 milioni (18,1m TV; 9m streaming)      | Arsht Center, Miami, Florida                                                   | NBC News MSNBC Telemundo                         | Jose Diaz-Balart Savannah Guthrie Lester Holt Rachel Maddow Chuck Todd     |
| 2A        | 30 luglio 2019    | 20-22,30 | ~11,5 milioni (8,7m TV; 2,8m streaming)     | Fox Theatre, Detroit, Michigan                                                 | CNN                                              | Dana Bash Don Lemon Jake Tapper                                            |
| 2B        | 31 luglio 2019    | 20-22,30 | ~13.8 milioni (10,7m TV; 3,1m streaming)    | Fox Theatre, Detroit, Michigan                                                 | CNN                                              | Dana Bash Don Lemon Jake Tapper                                            |
| 3         | 12 settembre 2019 | 20-23    | 14,04 milioni                               | Health and Physical Education Arena, Texas Southern University, Houston, Texas | ABC News Univision                               | Linsey Davis David Muir Jorge Ramos George Stephanopoulos                  |
| 4         | 15 ottobre 2019   | 20-23    | 8,34 milioni                                | Rike Physical Education Center, Otterbein University, Westerville, Ohio        | CNN The New York Times                           | Erin Burnett Anderson Cooper Marc Lacey                                    |
| 5         | 20 novembre 2019  | 21-23    | 7,9 milioni (6,6m TV; 1,3m streaming)       | Oprah Winfrey sound stage, Tyler Perry Studios, Atlanta, Georgia               | MSNBC The Washington Post                        | Rachel Maddow Andrea Mitchell Ashley Parker Kristen Welker                 |
| 6         | 19 dicembre 2019  | 20–23    | 6,17 milioni                                | Gersten Pavilion, Loyola Marymount University, Los Angeles, California         | PBS Politico                                     | Tim Alberta Yamiche Alcindor Amna Nawaz Judy Woodruff                      |
| 7         | 14 gennaio 2020   | 21-23,15 | ~11,3 milioni (7,3m TV; 4,0m streaming)     | Sheslow Auditorium, Drake University, Des Moines, Iowa                         | CNN The Des Moines Register                      | Wolf Blitzer Brianne Pfannenstiel Abby Phillip                             |
| 8         | 7 febbraio 2020   | 20-22,30 | ~11 milioni (7,8m TV; 3,2m streaming)       | Thomas F. Sullivan Arena, Saint Anselm College, Manchester, New Hampshire      | ABC News WMUR-TV Apple News                      | Linsey Davis Monica Hernandez David Muir Adam Sexton George Stephanopoulos |
| 9         | 19 febbraio 2020  | 21-23    | ~33,16 milioni (19,66m TV; 13,5m streaming) | Le Théâtre des Arts, Paris Las Vegas, Las Vegas, Nevada                        | NBC News MSNBC The Nevada Independent            | Vanessa Hauc Lester Holt Hallie Jackson Jon Ralston Chuck Todd             |
| 10        | 25 febbraio 2020  | 20-22    | 15,3 milioni                                | Gaillard Center, Charleston, Carolina del Sud                                  | CBS News Congressional Black Caucus BOLD         | Margaret Brennan Major Garrett Gayle King Norah O'Donnell Bill Whitaker    |
| 11        | 15 marzo 2020     | 20-22    |                                             | Studio CNN Washington                                                          | CNN Univision Congressional Hispanic Caucus BOLD | Dana Bash Ilia Calderón Jake Tapper                                        |

## Calendario

Calendario delle primarie e dei caucus democratici 2020 (a causa della pandemia di COVID-19 le primarie presidenziali di alcuni Stati sono state posticipate)
Febbraio
3 marzo (Super Tuesday)
10 marzo
14–17 marzo
29 marzo
4–7 aprile
28 aprile
Maggio
Giugno

A causa della pandemia di COVID-19 le primarie presidenziali di alcuni Stati sono state posticipate:
Le primarie dell'Ohio previste per il 17 marzo sono state annullate. Il voto per corrispondenza è stato prorogato fino al 28 aprile.
Il voto per corrispondenza in Wyoming è stato prorogato dal 20 marzo al 17 aprile 2020. Il voto di persona, originariamente previsto per il 4 aprile, è stato annullato.
Le primarie della Georgia sono state rinviate dal 24 marzo al 19 maggio 2020.
Il voto per corrispondenza in Alaska è stato prorogato dal 24 marzo al 10 aprile 2020. Il voto di persona, originariamente previsto per il 4 aprile, è stato annullato.
Le primarie di Porto Rico sono state rinviate dal 29 marzo al 26 aprile 2020.
Le primarie della Louisiana sono state rinviate dal 4 aprile al 20 giugno 2020.
Le primarie del Connecticut sono state rinviate dal 28 aprile al 2 giugno 2020.
Le primarie del Delaware sono state rinviate dal 28 aprile al 2 giugno 2020.
Le primarie del Maryland sono state rinviate dal 28 aprile al 2 giugno 2020.
Le primarie della Pennsylvania sono state rinviate dal 28 aprile al 2 giugno 2020.
Le primarie del Rhode Island sono state rinviate dal 28 aprile al 2 giugno 2020.
Le primarie dell'Indiana sono state rinviate dal 5 maggio al 2 giugno 2020.
Le primarie del Kentucky sono state rinviate dal 19 maggio al 23 giugno 2020.
Le primarie di New York sono state rinviate dal 28 aprile al 23 giugno 2020.
Il voto di persona per le primarie delle Hawaii, originariamente previsto per il 4 aprile, è stato annullato. Il voto per corrispondenza è stato prorogato dal 4 aprile al 22 maggio 2020. 

| Data             | Stato o territorio            | Delegati | Delegati | Delegati | Tipo                |
| Data             | Stato o territorio            | vinc.    | sup.     | tot.     | Tipo                |
| ---------------- | ----------------------------- | -------- | -------- | -------- | ------------------- |
| 3 febbraio 2020  | Iowa                          | 41       | 8        | 49       | caucus              |
| 11 febbraio 2020 | New Hampshire                 | 24       | 9        | 33       | primarie semichiuse |
| 22 febbraio 2020 | Nevada                        | 36       | 12       | 48       | caucus              |
| 29 febbraio 2020 | Carolina del Sud              | 54       | 9        | 63       | primarie aperte     |
| 3 marzo 2020     | Alabama                       | 52       | 9        | 61       | primarie aperte     |
| 3 marzo 2020     | Arkansas                      | 31       | 5        | 36       | primarie aperte     |
| 3 marzo 2020     | California                    | 415      | 79       | 494      | primarie semichiuse |
| 3 marzo 2020     | Carolina del Nord             | 110      | 12       | 122      | primarie semichiuse |
| 3 marzo 2020     | Colorado                      | 67       | 13       | 80       | primarie semichiuse |
| 3 marzo 2020     | Maine                         | 24       | 8        | 32       | primarie chiuse     |
| 3 marzo 2020     | Massachusetts                 | 91       | 23       | 114      | primarie semichiuse |
| 3 marzo 2020     | Minnesota                     | 75       | 16       | 91       | primarie aperte     |
| 3 marzo 2020     | Oklahoma                      | 37       | 5        | 42       | primarie semichiuse |
| 3 marzo 2020     | Samoa Americane               | 6        | 5        | 11       | caucus              |
| 3 marzo 2020     | Tennessee                     | 64       | 9        | 73       | primarie aperte     |
| 3 marzo 2020     | Texas                         | 228      | 33       | 261      | primarie aperte     |
| 3 marzo 2020     | Utah                          | 29       | 6        | 35       | primarie aperte     |
| 3 marzo 2020     | Vermont                       | 16       | 8        | 24       | primarie aperte     |
| 3 marzo 2020     | Virginia                      | 99       | 25       | 124      | primarie aperte     |
| 10 marzo 2020    | Dakota del Nord               | 14       | 4        | 18       | caucus              |
| 10 marzo 2020    | Democratici all'estero        | 13       | 4        | 17       | primarie chiuse     |
| 10 marzo 2020    | Idaho                         | 20       | 5        | 25       | primarie chiuse     |
| 10 marzo 2020    | Michigan                      | 125      | 22       | 147      | primarie aperte     |
| 10 marzo 2020    | Mississippi                   | 36       | 5        | 41       | primarie aperte     |
| 10 marzo 2020    | Missouri                      | 68       | 10       | 78       | primarie aperte     |
| 10 marzo 2020    | Washington                    | 89       | 19       | 108      | primarie aperte     |
| 14 marzo 2020    | Isole Marianne Settentrionali | 6        | 5        | 11       | caucus              |
| 17 marzo 2020    | Arizona                       | 67       | 12       | 79       | primarie chiuse     |
| 17 marzo 2020    | Florida                       | 219      | 29       | 248      | primarie chiuse     |
| 17 marzo 2020    | Illinois                      | 155      | 29       | 184      | primarie aperte     |
| 7 aprile 2020    | Wisconsin                     | 84       | 13       | 97       | primarie aperte     |
| 10 aprile 2020   | Alaska                        | 15       | 4        | 19       | primarie chiuse     |
| 17 aprile 2020   | Wyoming                       | 14       | 4        | 18       | caucus              |
| 28 aprile 2020   | Ohio                          | 136      | 17       | 153      | primarie semiaperte |
| 2 maggio 2020    | Kansas                        | 39       | 6        | 45       | primarie chiuse     |
| 12 maggio 2020   | Nebraska                      | 29       | 4        | 33       | primarie semichiuse |
| 19 maggio 2020   | Oregon                        | 61       | 14       | 75       | primarie chiuse     |
| 22 maggio 2020   | Hawaii                        | 24       | 9        | 33       | primarie chiuse     |
| 2 giugno 2020    | Dakota del Sud                | 16       | 5        | 21       | primarie semichiuse |
| 2 giugno 2020    | Distretto di Columbia         | 20       | 26       | 46       | primarie chiuse     |
| 2 giugno 2020    | Indiana                       | 82       | 7        | 89       | primarie aperte     |
| 2 giugno 2020    | Maryland                      | 96       | 23       | 119      | primarie chiuse     |
| 2 giugno 2020    | Montana                       | 19       | 6        | 25       | primarie aperte     |
| 2 giugno 2020    | Nuovo Messico                 | 34       | 11       | 45       | primarie chiuse     |
| 2 giugno 2020    | Pennsylvania                  | 189      | 24       | 210      | primarie chiuse     |
| 2 giugno 2020    | Rhode Island                  | 26       | 10       | 36       | primarie semichiuse |
| 6 giugno 2020    | Guam                          | 7        | 5        | 12       | caucus              |
| 6 giugno 2020    | Isole Vergini Americane       | 7        | 6        | 13       | caucus              |
| 9 giugno 2020    | Georgia                       | 105      | 15       | 120      | primarie aperte     |
| 9 giugno 2020    | Virginia Occidentale          | 28       | 6        | 34       | primarie semichiuse |
| 23 giugno 2020   | Kentucky                      | 54       | 6        | 60       | primarie chiuse     |
| 23 giugno 2020   | New York                      | 274      | 46       | 320      | primarie chiuse     |
| 7 luglio 2020    | Delaware                      | 21       | 12       | 33       | primarie chiuse     |
| 7 luglio 2020    | New Jersey                    | 126      | 21       | 147      | primarie semichiuse |
| 11 luglio 2020   | Louisiana                     | 54       | 7        | 61       | primarie chiuse     |
| 12 luglio 2020   | Porto Rico                    | 51       | 7        | 58       | primarie aperte     |
| 11 agosto 2020   | Connecticut                   | 60       | 14       | 74       | primarie chiuse     |
| Totale           | Totale                        | 3 979    | 771      | 4 750    |                     |

## Risultati nel dettaglio

### Riepilogo delegati
| Candidati                                         | Candidati                                         | Joe Biden   | Bernie Sanders ritirato | Elizabeth Warren ritirata | Michael Bloomberg ritirato | Pete Buttigieg ritirato | Amy Klobuchar ritirata | Tulsi Gabbard ritirata |
| ------------------------------------------------- | ------------------------------------------------- | ----------- | ----------------------- | ------------------------- | -------------------------- | ----------------------- | ---------------------- | ---------------------- |
| Delegati vincolati: Totale assegnati: 3979        | Delegati vincolati: Totale assegnati: 3979        | 2692 67,66% | 1106 27,80%             | 83 2,09%                  | 61 1,53%                   | 26 0,65%                | 7 0,18%                | 2 0,05%                |
| Iowa Totale assegnati: 41                         | Iowa Totale assegnati: 41                         | 6           | 12                      | 8                         | 0                          | 14                      | 1                      | 0                      |
| New Hampshire Totale assegnati: 24                | New Hampshire Totale assegnati: 24                | 0           | 9                       | 0                         | 0                          | 9                       | 6                      | 0                      |
| Nevada Totale assegnati: 36                       | Nevada Totale assegnati: 36                       | 9           | 24                      | 0                         | 0                          | 3                       | 0                      | 0                      |
| Carolina del Sud Totale assegnati: 54             | Carolina del Sud Totale assegnati: 54             | 39          | 15                      | 0                         | 0                          | 0                       | 0                      | 0                      |
| Alabama Totale assegnati: 52                      | Alabama Totale assegnati: 52                      | 44          | 8                       | 0                         | 0                          | 0                       | 0                      | 0                      |
| Arkansas Totale assegnati: 31                     | Arkansas Totale assegnati: 31                     | 17          | 9                       | 0                         | 5                          | 0                       | 0                      | 0                      |
| California Totale assegnati: 415                  | California Totale assegnati: 415                  | 172         | 221                     | 12                        | 10                         | 0                       | 0                      | 0                      |
| Carolina del Nord Totale assegnati: 110           | Carolina del Nord Totale assegnati: 110           | 67          | 37                      | 2                         | 4                          | 0                       | 0                      | 0                      |
| Colorado Totale assegnati: 67                     | Colorado Totale assegnati: 67                     | 21          | 29                      | 8                         | 9                          | 0                       | 0                      | 0                      |
| Maine Totale assegnati: 24                        | Maine Totale assegnati: 24                        | 11          | 9                       | 4                         | 0                          | 0                       | 0                      | 0                      |
| Massachusetts Totale assegnati: 91                | Massachusetts Totale assegnati: 91                | 37          | 29                      | 25                        | 0                          | 0                       | 0                      | 0                      |
| Minnesota Totale assegnati: 75                    | Minnesota Totale assegnati: 75                    | 38          | 27                      | 10                        | 0                          | 0                       | 0                      | 0                      |
| Oklahoma Totale assegnati: 37                     | Oklahoma Totale assegnati: 37                     | 21          | 13                      | 1                         | 2                          | 0                       | 0                      | 0                      |
| Samoa Americane Totale assegnati: 6               | Samoa Americane Totale assegnati: 6               | 0           | 0                       | 0                         | 4                          | 0                       | 0                      | 2                      |
| Tennessee Totale assegnati: 64                    | Tennessee Totale assegnati: 64                    | 33          | 20                      | 1                         | 10                         | 0                       | 0                      | 0                      |
| Texas Totale assegnati: 228                       | Texas Totale assegnati: 228                       | 111         | 102                     | 5                         | 10                         | 0                       | 0                      | 0                      |
| Utah Totale assegnati: 29                         | Utah Totale assegnati: 29                         | 6           | 13                      | 5                         | 5                          | 0                       | 0                      | 0                      |
| Vermont Totale assegnati: 16                      | Vermont Totale assegnati: 16                      | 5           | 11                      | 0                         | 0                          | 0                       | 0                      | 0                      |
| Virginia Totale assegnati: 99                     | Virginia Totale assegnati: 99                     | 66          | 31                      | 2                         | 0                          | 0                       | 0                      | 0                      |
| Dakota del Nord Totale assegnati: 14              | Dakota del Nord Totale assegnati: 14              | 6           | 8                       | 0                         | 0                          | 0                       | 0                      | 0                      |
| Democratici all'estero Totale assegnati: 13       | Democratici all'estero Totale assegnati: 13       | 4           | 9                       | 0                         | 0                          | 0                       | 0                      | 0                      |
| Idaho Totale assegnati: 20                        | Idaho Totale assegnati: 20                        | 11          | 9                       | 0                         | 0                          | 0                       | 0                      | 0                      |
| Michigan Totale assegnati: 125                    | Michigan Totale assegnati: 125                    | 73          | 52                      | 0                         | 0                          | 0                       | 0                      | 0                      |
| Mississippi Totale assegnati: 36                  | Mississippi Totale assegnati: 36                  | 34          | 2                       | 0                         | 0                          | 0                       | 0                      | 0                      |
| Missouri Totale assegnati: 68                     | Missouri Totale assegnati: 68                     | 44          | 24                      | 0                         | 0                          | 0                       | 0                      | 0                      |
| Washington Totale assegnati: 89                   | Washington Totale assegnati: 89                   | 46          | 43                      | 0                         | 0                          | 0                       | 0                      | 0                      |
| Isole Marianne Settentrionali Totale assegnati: 6 | Isole Marianne Settentrionali Totale assegnati: 6 | 2           | 4                       | 0                         | 0                          | 0                       | 0                      | 0                      |
| Arizona Totale assegnati: 67                      | Arizona Totale assegnati: 67                      | 39          | 28                      | 0                         | 0                          | 0                       | 0                      | 0                      |
| Florida Totale assegnati: 219                     | Florida Totale assegnati: 219                     | 162         | 57                      | 0                         | 0                          | 0                       | 0                      | 0                      |
| Illinois Totale assegnati: 155                    | Illinois Totale assegnati: 155                    | 95          | 60                      | 0                         | 0                          | 0                       | 0                      | 0                      |
| Wisconsin Totale assegnati: 84                    | Wisconsin Totale assegnati: 84                    | 65          | 19                      | 0                         | 0                          | 0                       | 0                      | 0                      |
| Alaska Totale assegnati: 15                       | Alaska Totale assegnati: 15                       | 11          | 4                       | 0                         | 0                          | 0                       | 0                      | 0                      |
| Wyoming Totale assegnati: 14                      | Wyoming Totale assegnati: 14                      | 12          | 2                       | 0                         | 0                          | 0                       | 0                      | 0                      |
| Ohio Totale assegnati: 136                        | Ohio Totale assegnati: 136                        | 115         | 21                      | 0                         | 0                          | 0                       | 0                      | 0                      |
| Kansas Totale assegnati: 39                       | Kansas Totale assegnati: 39                       | 29          | 10                      | 0                         | 0                          | 0                       | 0                      | 0                      |
| Nebraska Totale assegnati: 29                     | Nebraska Totale assegnati: 29                     | 29          | 0                       | 0                         | 0                          | 0                       | 0                      | 0                      |
| Oregon Totale assegnati: 61                       | Oregon Totale assegnati: 61                       | 46          | 15                      | 0                         | 0                          | 0                       | 0                      | 0                      |
| Hawaii Totale assegnati: 24                       | Hawaii Totale assegnati: 24                       | 16          | 8                       | 0                         | 0                          | 0                       | 0                      | 0                      |
| Dakota del Sud Totale assegnati: 16               | Dakota del Sud Totale assegnati: 16               | 13          | 3                       | 0                         | 0                          | 0                       | 0                      | 0                      |
| Distretto di Columbia Totale assegnati: 20        | Distretto di Columbia Totale assegnati: 20        | 20          | 0                       | 0                         | 0                          | 0                       | 0                      | 0                      |
| Indiana Totale assegnati: 82                      | Indiana Totale assegnati: 82                      | 81          | 1                       | 0                         | 0                          | 0                       | 0                      | 0                      |
| Maryland Totale assegnati: 96                     | Maryland Totale assegnati: 96                     | 96          | 0                       | 0                         | 0                          | 0                       | 0                      | 0                      |
| Montana Totale assegnati: 19                      | Montana Totale assegnati: 19                      | 18          | 1                       | 0                         | 0                          | 0                       | 0                      | 0                      |
| Nuovo Messico Totale assegnati: 34                | Nuovo Messico Totale assegnati: 34                | 30          | 4                       | 0                         | 0                          | 0                       | 0                      | 0                      |
| Pennsylvania Totale assegnati: 186                | Pennsylvania Totale assegnati: 186                | 151         | 35                      | 0                         | 0                          | 0                       | 0                      | 0                      |
| Rhode Island Totale assegnati: 26                 | Rhode Island Totale assegnati: 26                 | 24          | 2                       | 0                         | 0                          | 0                       | 0                      | 0                      |
| Guam Totale assegnati: 7                          | Guam Totale assegnati: 7                          | 5           | 2                       | 0                         | 0                          | 0                       | 0                      | 0                      |
| Isole Vergini Americane Totale assegnati: 7       | Isole Vergini Americane Totale assegnati: 7       | 7           | 0                       | 0                         | 0                          | 0                       | 0                      | 0                      |
| Georgia Totale assegnati: 105                     | Georgia Totale assegnati: 105                     | 105         | 0                       | 0                         | 0                          | 0                       | 0                      | 0                      |
| Virginia Occidentale Totale assegnati: 28         | Virginia Occidentale Totale assegnati: 28         | 28          | 0                       | 0                         | 0                          | 0                       | 0                      | 0                      |
| Kentucky Totale assegnati: 54                     | Kentucky Totale assegnati: 54                     | 52          | 0                       | 0                         | 0                          | 0                       | 0                      | 0                      |
| New York Totale assegnati: 274                    | New York Totale assegnati: 274                    | 220         | 54                      | 0                         | 0                          | 0                       | 0                      | 0                      |
| Delaware Totale assegnati: 21                     | Delaware Totale assegnati: 21                     | 21          | 0                       | 0                         | 0                          | 0                       | 0                      | 0                      |
| New Jersey Totale assegnati: 126                  | New Jersey Totale assegnati: 126                  | 121         | 5                       | 0                         | 0                          | 0                       | 0                      | 0                      |
| Louisiana Totale assegnati: 54                    | Louisiana Totale assegnati: 54                    | 54          | 0                       | 0                         | 0                          | 0                       | 0                      | 0                      |
| Porto Rico Totale assegnati: 51                   | Porto Rico Totale assegnati: 51                   | 44          | 5                       | 0                         | 2                          | 0                       | 0                      | 0                      |
| Connecticut Totale assegnati: 60                  | Connecticut Totale assegnati: 60                  | 60          | 0                       | 0                         | 0                          | 0                       | 0                      | 0                      |

-

### Prime elezioni di febbraio
Caucus dell'Iowa
     Sanders
     Warren
     Klobuchar
     Buttigieg
     Biden
     pareggio
| Candidato                   | Prima votazione | Prima votazione | Seconda votazione | Seconda votazione | Delegati statali equivalenti | Delegati statali equivalenti | Delegati nazionali |
| Candidato                   | Voti            | %               | Voti              | %                 | Numero                       | %                            | Delegati nazionali |
| --------------------------- | --------------- | --------------- | ----------------- | ----------------- | ---------------------------- | ---------------------------- | ------------------ |
| Pete Buttigieg              | 37.595          | 21,3            | 43.273            | 25,1              | 563                          | 26,2                         | 14                 |
| Bernie Sanders              | 43.698          | 24,7            | 45.831            | 26,5              | 563                          | 26,2                         | 12                 |
| Elizabeth Warren            | 32.609          | 18,5            | 34.932            | 20,2              | 388                          | 18,0                         | 8                  |
| Joe Biden                   | 26.323          | 14,9            | 23.631            | 13,7              | 340                          | 15,8                         | 6                  |
| Amy Klobuchar               | 22.473          | 12,7            | 21.120            | 12,2              | 264                          | 12,3                         | 1                  |
| Andrew Yang                 | 8.929           | 5,1             | 1.759             | 1,0               | 22                           | 1,0                          | 0                  |
| Tom Steyer                  | 3.054           | 1,7             | 413               | 0,2               | 7                            | 0,3                          | 0                  |
| Michael Bloomberg           | 215             | 0,1             | 20                | 0,0               | 0                            | 0,0                          | 0                  |
| Tulsi Gabbard               | 341             | 0,2             | 16                | 0,0               | 0                            | 0,0                          | 0                  |
| Michael Bennet              | 164             | 0,1             | 4                 | 0,0               | 0                            | 0,0                          | 0                  |
| Deval Patrick               | 9               | 0,0             | 0                 | 0,0               | 0                            | 0,0                          | 0                  |
| Non affiliati (Uncommitted) | 1.000           | 0,6             | 1.451             | 0,8               | 4                            | 0,2                          | 0                  |
| Altri                       | 159             | 0,1             | 205               | 0,1               | 1                            | 0,0                          | 0                  |
| Totale                      | 176.574         | 100             | 172.669           | 100               | 2.153                        | 100                          | 41                 |

Primarie del New Hampshire
     Sanders
     Buttigieg
| Primarie democratiche del New Hampshire, 11 febbraio 2020 | Primarie democratiche del New Hampshire, 11 febbraio 2020 | Primarie democratiche del New Hampshire, 11 febbraio 2020 | Primarie democratiche del New Hampshire, 11 febbraio 2020 |
| Candidato                                                 | Voti                                                      | %                                                         | Delegati                                                  |
| --------------------------------------------------------- | --------------------------------------------------------- | --------------------------------------------------------- | --------------------------------------------------------- |
| Bernie Sanders                                            | 75.324                                                    | 25,7                                                      | 9                                                         |
| Pete Buttigieg                                            | 72.457                                                    | 24,4                                                      | 9                                                         |
| Amy Klobuchar                                             | 58.796                                                    | 19,8                                                      | 6                                                         |
| Elizabeth Warren                                          | 27.387                                                    | 9,2                                                       | 0                                                         |
| Joe Biden                                                 | 24.921                                                    | 8,4                                                       | 0                                                         |
| Tom Steyer                                                | 10.727                                                    | 3,6                                                       | 0                                                         |
| Tulsi Gabbard                                             | 9.655                                                     | 3,3                                                       | 0                                                         |
| Andrew Yang                                               | 8.315                                                     | 2,8                                                       | 0                                                         |
| Candidati write-in                                        | 4.449                                                     | 1,5                                                       | 0                                                         |
| Deval Patrick                                             | 1.266                                                     | 0,4                                                       | 0                                                         |
| Michael Bennet                                            | 963                                                       | 0,3                                                       | 0                                                         |
| Cory Booker (ritirato)                                    | 155                                                       | 0,1                                                       | 0                                                         |
| Joe Sestak (ritirato)                                     | 143                                                       | 0,0                                                       | 0                                                         |
| Kamala Harris (ritirata)                                  | 104                                                       | 0,0                                                       | 0                                                         |
| Marianne Williamson (ritirata)                            | 95                                                        | 0,0                                                       | 0                                                         |
| Steve Burke                                               | 85                                                        | 0,0                                                       | 0                                                         |
| John Delaney (ritirato)                                   | 82                                                        | 0,0                                                       | 0                                                         |
| Julián Castro (ritirato)                                  | 81                                                        | 0,0                                                       | 0                                                         |
| Robby Wells                                               | 81                                                        | 0,0                                                       | 0                                                         |
| Tom Koos                                                  | 70                                                        | 0,0                                                       | 0                                                         |
| Michael Ellinger                                          | 65                                                        | 0,0                                                       | 0                                                         |
| Steve Bullock (ritirato)                                  | 63                                                        | 0,0                                                       | 0                                                         |
| Henry Hewes                                               | 54                                                        | 0,0                                                       | 0                                                         |
| David Thistle                                             | 53                                                        | 0,0                                                       | 0                                                         |
| Sam Sloan                                                 | 33                                                        | 0,0                                                       | 0                                                         |
| Mosie Boyd                                                | 32                                                        | 0,0                                                       | 0                                                         |
| Ben Gleiberman                                            | 31                                                        | 0,0                                                       | 0                                                         |
| Thomas Torgeson                                           | 30                                                        | 0,0                                                       | 0                                                         |
| Mark Greenstein                                           | 29                                                        | 0,0                                                       | 0                                                         |
| Rita Krichevsky                                           | 23                                                        | 0,0                                                       | 0                                                         |
| Lorenz Kraus                                              | 21                                                        | 0,0                                                       | 0                                                         |
| Roque De La Fuente                                        | 12                                                        | 0,0                                                       | 0                                                         |
| Jason Dunlap                                              | 11                                                        | 0,0                                                       | 0                                                         |
| Raymond Moroz                                             | 9                                                         | 0,0                                                       | 0                                                         |
| Totale                                                    | 296.622                                                   | 100                                                       | 24                                                        |

Caucus del Nevada
     Sanders
     Buttigieg
     Steyer
| Candidato                   | Prima votazione | Prima votazione | Seconda votazione | Seconda votazione | Delegati di contea | Delegati di contea | Delegati nazionali |
| Candidato                   | Voti            | %               | Voti              | %                 | Numero             | %                  | Delegati nazionali |
| --------------------------- | --------------- | --------------- | ----------------- | ----------------- | ------------------ | ------------------ | ------------------ |
| Bernie Sanders              | 35.652          | 34,0            | 41.075            | 40,5              | 6.788              | 46,8               | 24                 |
| Joe Biden                   | 18.424          | 17,6            | 19.179            | 18,9              | 2.927              | 20,2               | 9                  |
| Pete Buttigieg              | 16.102          | 15,4            | 17.598            | 17,3              | 2.073              | 14,3               | 3                  |
| Elizabeth Warren            | 13.438          | 12,8            | 11.703            | 11,5              | 1.406              | 9,7                | 0                  |
| Tom Steyer                  | 9.503           | 9,1             | 4.120             | 4,1               | 682                | 4,7                | 0                  |
| Amy Klobuchar               | 10.100          | 9,6             | 7.376             | 7,3               | 603                | 4,2                | 0                  |
| Non affiliati (Uncommitted) | 472             | 0,4             | 367               | 0,4               | 7                  | 0,0                | 0                  |
| Tulsi Gabbard               | 353             | 0,3             | 32                | 0,0               | 4                  | 0,0                | 0                  |
| Andrew Yang                 | 612             | 0,6             | 49                | 0,0               | 1                  | 0,0                | 0                  |
| Michael Bennet              | 140             | 0,1             | 36                | 0,0               | 0                  | 0,0                | 0                  |
| Deval Patrick               | 86              | 0,1             | 8                 | 0,0               | 0                  | 0,0                | 0                  |
| John Delaney                | 1               | 0,0             | 0                 | 0,0               | 0                  | 0,0                | 0                  |
| Totale                      | 104.883         | 100             | 101.543           | 100               | 14.491             | 100                | 36                 |

Primarie della Carolina del Sud
     Biden
| Primarie democratiche del South Carolina, 29 febbraio 2020 | Primarie democratiche del South Carolina, 29 febbraio 2020 | Primarie democratiche del South Carolina, 29 febbraio 2020 | Primarie democratiche del South Carolina, 29 febbraio 2020 |
| Candidato                                                  | Voti                                                       | %                                                          | Delegati                                                   |
| ---------------------------------------------------------- | ---------------------------------------------------------- | ---------------------------------------------------------- | ---------------------------------------------------------- |
| Joe Biden                                                  | 255.662                                                    | 48,4                                                       | 39                                                         |
| Bernie Sanders                                             | 105.070                                                    | 19,9                                                       | 15                                                         |
| Tom Steyer                                                 | 59.815                                                     | 11,3                                                       | 0                                                          |
| Pete Buttigieg                                             | 43.484                                                     | 8,2                                                        | 0                                                          |
| Elizabeth Warren                                           | 37.285                                                     | 7,1                                                        | 0                                                          |
| Amy Klobuchar                                              | 16.610                                                     | 3,1                                                        | 0                                                          |
| Tulsi Gabbard                                              | 6.749                                                      | 1,3                                                        | 0                                                          |
| Andrew Yang                                                | 1.044                                                      | 0,2                                                        | 0                                                          |
| Michael Bennet                                             | 748                                                        | 0,1                                                        | 0                                                          |
| Cory Booker                                                | 643                                                        | 0,1                                                        | 0                                                          |
| John Delaney                                               | 345                                                        | 0,1                                                        | 0                                                          |
| Deval Patrick                                              | 273                                                        | 0,1                                                        | 0                                                          |
| Totale                                                     | 527.728                                                    | 100                                                        | 54                                                         |

### Elezioni delSuper Tuesday

Bandiera delle Samoa Americane

Primarie dell'Alabama
     Biden
| Primarie democratiche dell'Alabama, 3 marzo 2020 | Primarie democratiche dell'Alabama, 3 marzo 2020 | Primarie democratiche dell'Alabama, 3 marzo 2020 | Primarie democratiche dell'Alabama, 3 marzo 2020 |
| Candidato                                        | Voti                                             | %                                                | Delegati                                         |
| ------------------------------------------------ | ------------------------------------------------ | ------------------------------------------------ | ------------------------------------------------ |
| Joe Biden                                        | 286.067                                          | 63,2                                             | 44                                               |
| Bernie Sanders                                   | 74.867                                           | 16,6                                             | 8                                                |
| Michael Bloomberg                                | 52.750                                           | 11,7                                             | 0                                                |
| Elizabeth Warren                                 | 25.847                                           | 5,7                                              | 0                                                |
| Michael Bennet                                   | 2.250                                            | 0,5                                              | 0                                                |
| Pete Buttigieg                                   | 1.461                                            | 0,3                                              | 0                                                |
| Tulsi Gabbard                                    | 1.061                                            | 0,2                                              | 0                                                |
| Tom Steyer                                       | 1.048                                            | 0,2                                              | 0                                                |
| Amy Klobuchar                                    | 937                                              | 0,2                                              | 0                                                |
| Andrew Yang                                      | 880                                              | 0,2                                              | 0                                                |
| Cory Booker                                      | 740                                              | 0,2                                              | 0                                                |
| John Delaney                                     | 299                                              | 0,1                                              | 0                                                |
| Marianne Williamson                              | 224                                              | 0,0                                              | 0                                                |
| Julián Castro                                    | 184                                              | 0,0                                              | 0                                                |
| Non affiliati (Uncommitted)                      | 3.700                                            | 0,8                                              | 0                                                |
| Totale                                           | 452.315                                          | 100                                              | 52                                               |

Primarie dell'Arkansas
     Biden
     Sanders
| Primarie democratiche dell'Arkansas, 3 marzo 2020 | Primarie democratiche dell'Arkansas, 3 marzo 2020 | Primarie democratiche dell'Arkansas, 3 marzo 2020 | Primarie democratiche dell'Arkansas, 3 marzo 2020 |
| Candidato                                         | Voti                                              | %                                                 | Delegati                                          |
| ------------------------------------------------- | ------------------------------------------------- | ------------------------------------------------- | ------------------------------------------------- |
| Joe Biden                                         | 92.998                                            | 40,5                                              | 17                                                |
| Bernie Sanders                                    | 51.294                                            | 22,4                                              | 9                                                 |
| Michael Bloomberg                                 | 38.324                                            | 16,7                                              | 5                                                 |
| Elizabeth Warren                                  | 22.918                                            | 10,0                                              | 0                                                 |
| Pete Buttigieg                                    | 7.666                                             | 3,3                                               | 0                                                 |
| Amy Klobuchar                                     | 7.050                                             | 3,1                                               | 0                                                 |
| Tom Steyer                                        | 2.076                                             | 0,9                                               | 0                                                 |
| Tulsi Gabbard                                     | 1.713                                             | 0,7                                               | 0                                                 |
| Kamala Harris                                     | 738                                               | 0,3                                               | 0                                                 |
| Andrew Yang                                       | 734                                               | 0,3                                               | 0                                                 |
| Michael Bennet                                    | 599                                               | 0,3                                               | 0                                                 |
| Cory Booker                                       | 596                                               | 0,3                                               | 0                                                 |
| Steve Bullock                                     | 524                                               | 0,2                                               | 0                                                 |
| Marianne Williamson                               | 523                                               | 0,2                                               | 0                                                 |
| John Delaney                                      | 472                                               | 0,2                                               | 0                                                 |
| Joe Sestak                                        | 430                                               | 0,2                                               | 0                                                 |
| Mosie Boyd                                        | 416                                               | 0,2                                               | 0                                                 |
| Julián Castro                                     | 328                                               | 0,1                                               | 0                                                 |
| Totale                                            | 229.399                                           | 100                                               | 31                                                |

Primarie della California
     Sanders
     Biden
| Primarie democratiche della California, 3 marzo 2020 | Primarie democratiche della California, 3 marzo 2020 | Primarie democratiche della California, 3 marzo 2020 | Primarie democratiche della California, 3 marzo 2020 |
| Candidato                                            | Voti                                                 | %                                                    | Delegati                                             |
| ---------------------------------------------------- | ---------------------------------------------------- | ---------------------------------------------------- | ---------------------------------------------------- |
| Bernie Sanders                                       | 1.946.483                                            | 35,2                                                 | 220                                                  |
| Joe Biden                                            | 1.548.134                                            | 28,0                                                 | 168                                                  |
| Elizabeth Warren                                     | 737.345                                              | 13,3                                                 | 13                                                   |
| Michael Bloomberg                                    | 681.638                                              | 12,3                                                 | 14                                                   |
| Pete Buttigieg                                       | 246.427                                              | 4,5                                                  | 0                                                    |
| Amy Klobuchar                                        | 125.568                                              | 2,3                                                  | 0                                                    |
| Tom Steyer                                           | 110.890                                              | 2,0                                                  | 0                                                    |
| Andrew Yang                                          | 42.317                                               | 0,8                                                  | 0                                                    |
| Tulsi Gabbard                                        | 32.493                                               | 0,6                                                  | 0                                                    |
| Julián Castro                                        | 13.163                                               | 0,2                                                  | 0                                                    |
| Michael Bennet                                       | 6.956                                                | 0,1                                                  | 0                                                    |
| Marianne Williamson                                  | 6.793                                                | 0,1                                                  | 0                                                    |
| Roque De La Fuente                                   | 5.893                                                | 0,1                                                  | 0                                                    |
| Cory Booker                                          | 5.746                                                | 0,1                                                  | 0                                                    |
| John Delaney                                         | 4.397                                                | 0,1                                                  | 0                                                    |
| Michael Ellinger                                     | 3.223                                                | 0,1                                                  | 0                                                    |
| Joe Sestak                                           | 3.107                                                | 0,1                                                  | 0                                                    |
| Mark Greenstein                                      | 3.004                                                | 0,1                                                  | 0                                                    |
| Deval Patrick                                        | 1.944                                                | 0,1                                                  | 0                                                    |
| Mosie Boyd                                           | 1.569                                                | 0,1                                                  | 0                                                    |
| Totale                                               | 5.527.090                                            | 100                                                  | 415                                                  |

Primarie della Carolina del Nord
     Biden
     Sanders
| Primarie democratiche della North Carolina, 3 marzo 2020 | Primarie democratiche della North Carolina, 3 marzo 2020 | Primarie democratiche della North Carolina, 3 marzo 2020 | Primarie democratiche della North Carolina, 3 marzo 2020 |
| Candidato                                                | Voti                                                     | %                                                        | Delegati                                                 |
| -------------------------------------------------------- | -------------------------------------------------------- | -------------------------------------------------------- | -------------------------------------------------------- |
| Joe Biden                                                | 568.578                                                  | 43,0                                                     | 67                                                       |
| Bernie Sanders                                           | 318.772                                                  | 24,1                                                     | 37                                                       |
| Michael Bloomberg                                        | 171.734                                                  | 13,0                                                     | 4                                                        |
| Elizabeth Warren                                         | 138.502                                                  | 10,5                                                     | 2                                                        |
| Pete Buttigieg                                           | 43.368                                                   | 3,3                                                      | 0                                                        |
| Amy Klobuchar                                            | 30.641                                                   | 2,3                                                      | 0                                                        |
| Nessuna preferenza                                       | 21.759                                                   | 1,6                                                      | 0                                                        |
| Tom Steyer                                               | 10.715                                                   | 0,8                                                      | 0                                                        |
| Tulsi Gabbard                                            | 6.649                                                    | 0,5                                                      | 0                                                        |
| Andrew Yang                                              | 3.021                                                    | 0,2                                                      | 0                                                        |
| Cory Booker                                              | 2.196                                                    | 0,2                                                      | 0                                                        |
| Michael Bennet                                           | 1.995                                                    | 0,2                                                      | 0                                                        |
| Deval Patrick                                            | 1.348                                                    | 0,1                                                      | 0                                                        |
| Marianne Williamson                                      | 1.281                                                    | 0,1                                                      | 0                                                        |
| John Delaney                                             | 1.113                                                    | 0,1                                                      | 0                                                        |
| Julián Castro                                            | 771                                                      | 0,1                                                      | 0                                                        |
| Totale                                                   | 1.322.443                                                | 100                                                      | 110                                                      |

Primarie del Colorado
     Sanders
     Biden
     Bloomberg
| Primarie democratiche del Colorado, 3 marzo 2020 | Primarie democratiche del Colorado, 3 marzo 2020 | Primarie democratiche del Colorado, 3 marzo 2020 | Primarie democratiche del Colorado, 3 marzo 2020 |
| Candidato                                        | Voti                                             | %                                                | Delegati                                         |
| ------------------------------------------------ | ------------------------------------------------ | ------------------------------------------------ | ------------------------------------------------ |
| Bernie Sanders                                   | 329.195                                          | 36,5                                             | 29                                               |
| Joe Biden                                        | 220.768                                          | 24,5                                             | 21                                               |
| Michael Bloomberg                                | 171.501                                          | 19,0                                             | 9                                                |
| Elizabeth Warren                                 | 158.556                                          | 17,6                                             | 8                                                |
| Tulsi Gabbard                                    | 9.563                                            | 1,1                                              | 0                                                |
| Andrew Yang                                      | 3.800                                            | 0,4                                              | 0                                                |
| Tom Steyer                                       | 3.272                                            | 0,4                                              | 0                                                |
| Cory Booker                                      | 1.219                                            | 0,1                                              | 0                                                |
| Roque De La Fuente                               | 1.102                                            | 0,1                                              | 0                                                |
| Marianne Williamson                              | 1.046                                            | 0,1                                              | 0                                                |
| Rita Krichevsky                                  | 433                                              | 0,0                                              | 0                                                |
| Robby Wells                                      | 320                                              | 0,0                                              | 0                                                |
| Deval Patrick                                    | 214                                              | 0,0                                              | 0                                                |
| Totale                                           | 755.274                                          | 100                                              | 67                                               |

Primarie del Maine
     Biden
     Sanders
| Primarie democratiche del Maine, 3 marzo 2020 | Primarie democratiche del Maine, 3 marzo 2020 | Primarie democratiche del Maine, 3 marzo 2020 | Primarie democratiche del Maine, 3 marzo 2020 |
| Candidato                                     | Voti                                          | %                                             | Delegati                                      |
| --------------------------------------------- | --------------------------------------------- | --------------------------------------------- | --------------------------------------------- |
| Joe Biden                                     | 68.396                                        | 34,1                                          | 11                                            |
| Bernie Sanders                                | 65.894                                        | 32,9                                          | 9                                             |
| Elizabeth Warren                              | 31.514                                        | 15,7                                          | 4                                             |
| Michael Bloomberg                             | 24.131                                        | 12,0                                          | 0                                             |
| Pete Buttigieg                                | 4.180                                         | 2,1                                           | 0                                             |
| Amy Klobuchar                                 | 2.744                                         | 1,4                                           | 0                                             |
| Tulsi Gabbard                                 | 1.841                                         | 0,9                                           | 0                                             |
| Andrew Yang                                   | 670                                           | 0,3                                           | 0                                             |
| Tom Steyer                                    | 322                                           | 0,2                                           | 0                                             |
| Deval Patrick                                 | 267                                           | 0,1                                           | 0                                             |
| Marianne Williamson                           | 200                                           | 0,1                                           | 0                                             |
| Cory Booker                                   | 199                                           | 0,1                                           | 0                                             |
| Totale                                        | 200.358                                       | 100                                           | 24                                            |

Primarie del Massachusetts
     Biden
     Sanders
| Primarie democratiche del Massachusetts, 3 marzo 2020 | Primarie democratiche del Massachusetts, 3 marzo 2020 | Primarie democratiche del Massachusetts, 3 marzo 2020 | Primarie democratiche del Massachusetts, 3 marzo 2020 |
| Candidato                                             | Voti                                                  | %                                                     | Delegati                                              |
| ----------------------------------------------------- | ----------------------------------------------------- | ----------------------------------------------------- | ----------------------------------------------------- |
| Joe Biden                                             | 460.549                                               | 33,5                                                  | 37                                                    |
| Bernie Sanders                                        | 367.395                                               | 26,7                                                  | 29                                                    |
| Elizabeth Warren                                      | 295.776                                               | 21,5                                                  | 25                                                    |
| Michael Bloomberg                                     | 161.150                                               | 11,7                                                  | 0                                                     |
| Pete Buttigieg                                        | 36.695                                                | 2,7                                                   | 0                                                     |
| Amy Klobuchar                                         | 17.158                                                | 1,2                                                   | 0                                                     |
| Tulsi Gabbard                                         | 10.320                                                | 0,8                                                   | 0                                                     |
| Deval Patrick                                         | 6.799                                                 | 0,5                                                   | 0                                                     |
| Tom Steyer                                            | 6.467                                                 | 0,5                                                   | 0                                                     |
| Nessuna preferenza                                    | 5.121                                                 | 0,4                                                   | 0                                                     |
| Andrew Yang                                           | 2.585                                                 | 0,2                                                   | 0                                                     |
| Candidati write-in                                    | 1.885                                                 | 0,1                                                   | 0                                                     |
| Michael Bennet                                        | 1.451                                                 | 0,1                                                   | 0                                                     |
| John Delaney                                          | 965                                                   | 0,1                                                   | 0                                                     |
| Marianne Williamson                                   | 582                                                   | 0,0                                                   | 0                                                     |
| Cory Booker                                           | 468                                                   | 0,0                                                   | 0                                                     |
| Julián Castro                                         | 300                                                   | 0,0                                                   | 0                                                     |
| Totale                                                | 1.375.666                                             | 100                                                   | 91                                                    |

Primarie del Minnesota
     Biden
     Sanders
     Klobuchar
| Primarie democratiche del Minnesota, 3 marzo 2020 | Primarie democratiche del Minnesota, 3 marzo 2020 | Primarie democratiche del Minnesota, 3 marzo 2020 | Primarie democratiche del Minnesota, 3 marzo 2020 |
| Candidato                                         | Voti                                              | %                                                 | Delegati                                          |
| ------------------------------------------------- | ------------------------------------------------- | ------------------------------------------------- | ------------------------------------------------- |
| Joe Biden                                         | 287.549                                           | 38,6                                              | 38                                                |
| Bernie Sanders                                    | 222.619                                           | 29,9                                              | 27                                                |
| Elizabeth Warren                                  | 114.788                                           | 15,4                                              | 10                                                |
| Michael Bloomberg                                 | 62.138                                            | 8,3                                               | 0                                                 |
| Amy Klobuchar                                     | 41.752                                            | 5,6                                               | 0                                                 |
| Pete Buttigieg                                    | 7.666                                             | 1,0                                               | 0                                                 |
| Tulsi Gabbard                                     | 2.512                                             | 0,3                                               | 0                                                 |
| Andrew Yang                                       | 1.809                                             | 0,2                                               | 0                                                 |
| Tom Steyer                                        | 562                                               | 0,1                                               | 0                                                 |
| Michael Bennet                                    | 324                                               | 0,0                                               | 0                                                 |
| Marianne Williamson                               | 232                                               | 0,0                                               | 0                                                 |
| Cory Booker                                       | 208                                               | 0,0                                               | 0                                                 |
| John Delaney                                      | 176                                               | 0,0                                               | 0                                                 |
| Julián Castro                                     | 124                                               | 0,0                                               | 0                                                 |
| Deval Patrick                                     | 76                                                | 0,0                                               | 0                                                 |
| Non affiliati (Uncommitted)                       | 2.644                                             | 0,4                                               | 0                                                 |
| Totale                                            | 745.179                                           | 100                                               | 75                                                |

Primarie dell'Oklahoma
     Biden
| Primarie democratiche dell'Oklahoma, 3 marzo 2020 | Primarie democratiche dell'Oklahoma, 3 marzo 2020 | Primarie democratiche dell'Oklahoma, 3 marzo 2020 | Primarie democratiche dell'Oklahoma, 3 marzo 2020 |
| Candidato                                         | Voti                                              | %                                                 | Delegati                                          |
| ------------------------------------------------- | ------------------------------------------------- | ------------------------------------------------- | ------------------------------------------------- |
| Joe Biden                                         | 117.552                                           | 38,7                                              | 21                                                |
| Bernie Sanders                                    | 77.302                                            | 25,4                                              | 13                                                |
| Michael Bloomberg                                 | 42.243                                            | 13,9                                              | 2                                                 |
| Elizabeth Warren                                  | 40.676                                            | 13,4                                              | 1                                                 |
| Amy Klobuchar                                     | 6.728                                             | 2,2                                               | 0                                                 |
| Pete Buttigieg                                    | 5.113                                             | 1,7                                               | 0                                                 |
| Tulsi Gabbard                                     | 5.068                                             | 1,7                                               | 0                                                 |
| Tom Steyer                                        | 2.006                                             | 0,7                                               | 0                                                 |
| Andrew Yang                                       | 1.993                                             | 0,7                                               | 0                                                 |
| Cory Booker                                       | 1.529                                             | 0,5                                               | 0                                                 |
| Michael Bennet                                    | 1.272                                             | 0,4                                               | 0                                                 |
| Marianne Williamson                               | 1.158                                             | 0,4                                               | 0                                                 |
| Deval Patrick                                     | 679                                               | 0,2                                               | 0                                                 |
| Julián Castro                                     | 620                                               | 0,2                                               | 0                                                 |
| Totale                                            | 303.939                                           | 100                                               | 37                                                |

Caucus delle Samoa Americane
| Caucus democratici delle Samoa Americane, 3 marzo 2020 | Caucus democratici delle Samoa Americane, 3 marzo 2020 | Caucus democratici delle Samoa Americane, 3 marzo 2020 | Caucus democratici delle Samoa Americane, 3 marzo 2020 |
| Candidato                                              | Voti                                                   | %                                                      | Delegati                                               |
| ------------------------------------------------------ | ------------------------------------------------------ | ------------------------------------------------------ | ------------------------------------------------------ |
| Michael Bloomberg                                      | 175                                                    | 49,9                                                   | 4                                                      |
| Tulsi Gabbard                                          | 103                                                    | 29,3                                                   | 2                                                      |
| Bernie Sanders                                         | 37                                                     | 10,5                                                   | 0                                                      |
| Joe Biden                                              | 31                                                     | 8,8                                                    | 0                                                      |
| Elizabeth Warren                                       | 5                                                      | 1,4                                                    | 0                                                      |
| Totale                                                 | 351                                                    | 100                                                    | 6                                                      |

Primarie del Tennessee
     Biden
     Sanders
| Primarie democratiche del Tennessee, 3 marzo 2020 | Primarie democratiche del Tennessee, 3 marzo 2020 | Primarie democratiche del Tennessee, 3 marzo 2020 | Primarie democratiche del Tennessee, 3 marzo 2020 |
| Candidato                                         | Voti                                              | %                                                 | Delegati                                          |
| ------------------------------------------------- | ------------------------------------------------- | ------------------------------------------------- | ------------------------------------------------- |
| Joe Biden                                         | 215.005                                           | 41,7                                              | 33                                                |
| Bernie Sanders                                    | 128.694                                           | 25,0                                              | 20                                                |
| Michael Bloomberg                                 | 79.637                                            | 15,4                                              | 10                                                |
| Elizabeth Warren                                  | 53.545                                            | 10,4                                              | 1                                                 |
| Pete Buttigieg                                    | 17.051                                            | 3,3                                               | 0                                                 |
| Amy Klobuchar                                     | 10.645                                            | 2,1                                               | 0                                                 |
| Tulsi Gabbard                                     | 2.292                                             | 0,4                                               | 0                                                 |
| Tom Steyer                                        | 1.980                                             | 0,4                                               | 0                                                 |
| Michael Bennet                                    | 1.882                                             | 0,4                                               | 0                                                 |
| Andrew Yang                                       | 1.096                                             | 0,2                                               | 0                                                 |
| Cory Booker                                       | 978                                               | 0,2                                               | 0                                                 |
| Marianne Williamson                               | 497                                               | 0,1                                               | 0                                                 |
| John Delaney                                      | 379                                               | 0,1                                               | 0                                                 |
| Deval Patrick                                     | 320                                               | 0,1                                               | 0                                                 |
| Julián Castro                                     | 239                                               | 0,0                                               | 0                                                 |
| Candidati write-in                                | 214                                               | 0,0                                               | 0                                                 |
| Non affiliati (Uncommitted)                       | 1.185                                             | 0,2                                               | 0                                                 |
| Totale                                            | 515.639                                           | 100                                               | 64                                                |

Primarie del Texas
     Biden
     Sanders
     Bloomberg
     Warren
     Pareggio
| Primarie democratiche del Texas, 3 marzo 2020 | Primarie democratiche del Texas, 3 marzo 2020 | Primarie democratiche del Texas, 3 marzo 2020 | Primarie democratiche del Texas, 3 marzo 2020 |
| Candidato                                     | Voti                                          | %                                             | Delegati                                      |
| --------------------------------------------- | --------------------------------------------- | --------------------------------------------- | --------------------------------------------- |
| Joe Biden                                     | 716.781                                       | 34,5                                          | 111                                           |
| Bernie Sanders                                | 622.964                                       | 30,0                                          | 102                                           |
| Michael Bloomberg                             | 299.449                                       | 14,4                                          | 10                                            |
| Elizabeth Warren                              | 237.317                                       | 11,4                                          | 5                                             |
| Pete Buttigieg                                | 82.549                                        | 4,0                                           | 0                                             |
| Amy Klobuchar                                 | 43.157                                        | 2,1                                           | 0                                             |
| Julián Castro                                 | 16.944                                        | 0,8                                           | 0                                             |
| Tom Steyer                                    | 13.838                                        | 0,7                                           | 0                                             |
| Michael Bennet                                | 10.509                                        | 0,5                                           | 0                                             |
| Tulsi Gabbard                                 | 8.726                                         | 0,4                                           | 0                                             |
| Andrew Yang                                   | 7.152                                         | 0,3                                           | 0                                             |
| Roque De La Fuente                            | 5.594                                         | 0,3                                           | 0                                             |
| Cory Booker                                   | 4.940                                         | 0,2                                           | 0                                             |
| Marianne Williamson                           | 3.946                                         | 0,2                                           | 0                                             |
| John Delaney                                  | 3.279                                         | 0,2                                           | 0                                             |
| Robby Wells                                   | 1.537                                         | 0,1                                           | 0                                             |
| Deval Patrick                                 | 1.321                                         | 0,1                                           | 0                                             |
| Totale                                        | 2.080.003                                     | 100                                           | 228                                           |

Primarie dello Utah
     Biden
     Sanders
     Bloomberg
| Primarie democratiche dello Utah, 3 marzo 2020 | Primarie democratiche dello Utah, 3 marzo 2020 | Primarie democratiche dello Utah, 3 marzo 2020 | Primarie democratiche dello Utah, 3 marzo 2020 |
| Candidato                                      | Voti                                           | %                                              | Delegati                                       |
| ---------------------------------------------- | ---------------------------------------------- | ---------------------------------------------- | ---------------------------------------------- |
| Bernie Sanders                                 | 67.783                                         | 34,8                                           | 13                                             |
| Joe Biden                                      | 35.089                                         | 18,0                                           | 6                                              |
| Michael Bloomberg                              | 31.785                                         | 16,3                                           | 5                                              |
| Elizabeth Warren                               | 30.939                                         | 15,9                                           | 5                                              |
| Pete Buttigieg                                 | 18.054                                         | 9,3                                            | 0                                              |
| Amy Klobuchar                                  | 7.225                                          | 3,7                                            | 0                                              |
| Tulsi Gabbard                                  | 1.536                                          | 0,8                                            | 0                                              |
| Andrew Yang                                    | 861                                            | 0,4                                            | 0                                              |
| Tom Steyer                                     | 674                                            | 0,3                                            | 0                                              |
| Marianne Williamson                            | 204                                            | 0,1                                            | 0                                              |
| Nathan Bloxham                                 | 186                                            | 0,1                                            | 0                                              |
| Julián Castro                                  | 148                                            | 0,1                                            | 0                                              |
| Cory Booker                                    | 129                                            | 0,1                                            | 0                                              |
| Roque De La Fuente                             | 114                                            | 0,1                                            | 0                                              |
| Deval Patrick                                  | 53                                             | 0,0                                            | 0                                              |
| Michael Bennet                                 | 16                                             | 0,0                                            | 0                                              |
| Totale                                         | 194.796                                        | 100                                            | 29                                             |

Primarie del Vermont
     Sanders
| Primarie democratiche del Vermont, 3 marzo 2020 | Primarie democratiche del Vermont, 3 marzo 2020 | Primarie democratiche del Vermont, 3 marzo 2020 | Primarie democratiche del Vermont, 3 marzo 2020 |
| Candidato                                       | Voti                                            | %                                               | Delegati                                        |
| ----------------------------------------------- | ----------------------------------------------- | ----------------------------------------------- | ----------------------------------------------- |
| Bernie Sanders                                  | 79.919                                          | 50,7                                            | 11                                              |
| Joe Biden                                       | 34.665                                          | 22,0                                            | 5                                               |
| Elizabeth Warren                                | 19.787                                          | 12,6                                            | 0                                               |
| Michael Bloomberg                               | 14.822                                          | 9,4                                             | 0                                               |
| Pete Buttigieg                                  | 3.709                                           | 2,4                                             | 0                                               |
| Amy Klobuchar                                   | 2.023                                           | 1,3                                             | 0                                               |
| Tulsi Gabbard                                   | 1.298                                           | 0,8                                             | 0                                               |
| Andrew Yang                                     | 592                                             | 0,4                                             | 0                                               |
| Tom Steyer                                      | 204                                             | 0,1                                             | 0                                               |
| Marianne Williamson                             | 145                                             | 0,1                                             | 0                                               |
| Candidati write-in                              | 137                                             | 0,1                                             | 0                                               |
| Deval Patrick                                   | 137                                             | 0,1                                             | 0                                               |
| Mark Greenstein                                 | 107                                             | 0,1                                             | 0                                               |
| Julián Castro                                   | 52                                              | 0,0                                             | 0                                               |
| Totale                                          | 157.597                                         | 100                                             | 16                                              |

Primarie della Virginia
     Biden
     Sanders
| Primarie democratiche della Virginia, 3 marzo 2020 | Primarie democratiche della Virginia, 3 marzo 2020 | Primarie democratiche della Virginia, 3 marzo 2020 | Primarie democratiche della Virginia, 3 marzo 2020 |
| Candidato                                          | Voti                                               | %                                                  | Delegati                                           |
| -------------------------------------------------- | -------------------------------------------------- | -------------------------------------------------- | -------------------------------------------------- |
| Joe Biden                                          | 705.221                                            | 53,3                                               | 67                                                 |
| Bernie Sanders                                     | 306.049                                            | 23,1                                               | 31                                                 |
| Elizabeth Warren                                   | 142.454                                            | 10,8                                               | 1                                                  |
| Michael Bloomberg                                  | 127.911                                            | 9,7                                                | 0                                                  |
| Tulsi Gabbard                                      | 11.282                                             | 0,9                                                | 0                                                  |
| Pete Buttigieg                                     | 11.193                                             | 0,8                                                | 0                                                  |
| Amy Klobuchar                                      | 8.407                                              | 0,6                                                | 0                                                  |
| Andrew Yang                                        | 3.362                                              | 0,3                                                | 0                                                  |
| Cory Booker                                        | 1.954                                              | 0,1                                                | 0                                                  |
| Tom Steyer                                         | 1.486                                              | 0,1                                                | 0                                                  |
| Michael Bennet                                     | 1.436                                              | 0,1                                                | 0                                                  |
| Marianne Williamson                                | 925                                                | 0,1                                                | 0                                                  |
| Julián Castro                                      | 705                                                | 0,1                                                | 0                                                  |
| Deval Patrick                                      | 379                                                | 0,1                                                | 0                                                  |
| Totale                                             | 1.322.764                                          | 100                                                | 99                                                 |

### Altre elezioni nella prima metà di marzo

Bandiera delle Isole Marianne Settentrionali

Caucus del Dakota del Nord
     Sanders
     Biden
| Caucus democratici del North Dakota, 10 marzo 2020 | Caucus democratici del North Dakota, 10 marzo 2020 | Caucus democratici del North Dakota, 10 marzo 2020 | Caucus democratici del North Dakota, 10 marzo 2020 |
| Candidato                                          | Voti                                               | %                                                  | Delegati                                           |
| -------------------------------------------------- | -------------------------------------------------- | -------------------------------------------------- | -------------------------------------------------- |
| Bernie Sanders                                     | 7.682                                              | 53,3                                               | 8                                                  |
| Joe Biden                                          | 5.742                                              | 39,8                                               | 6                                                  |
| Elizabeth Warren                                   | 366                                                | 2,5                                                | 0                                                  |
| Amy Klobuchar                                      | 223                                                | 1,5                                                | 0                                                  |
| Pete Buttigieg                                     | 164                                                | 1,1                                                | 0                                                  |
| Michael Bloomberg                                  | 113                                                | 0,8                                                | 0                                                  |
| Tulsi Gabbard                                      | 89                                                 | 0,6                                                | 0                                                  |
| Andrew Yang                                        | 20                                                 | 0,1                                                | 0                                                  |
| Tom Steyer                                         | 6                                                  | 0,0                                                | 0                                                  |
| Michael Bennet                                     | 3                                                  | 0,0                                                | 0                                                  |
| John Delaney                                       | 3                                                  | 0,0                                                | 0                                                  |
| Deval Patrick                                      | 2                                                  | 0,0                                                | 0                                                  |
| Totale                                             | 14.413                                             | 100                                                | 14                                                 |

Primarie dell'Idaho
     Biden
     Sanders
| Primarie democratiche dell'Idaho, 10 marzo 2020 | Primarie democratiche dell'Idaho, 10 marzo 2020 | Primarie democratiche dell'Idaho, 10 marzo 2020 | Primarie democratiche dell'Idaho, 10 marzo 2020 |
| Candidato                                       | Voti                                            | %                                               | Delegati                                        |
| ----------------------------------------------- | ----------------------------------------------- | ----------------------------------------------- | ----------------------------------------------- |
| Joe Biden                                       | 52.679                                          | 48,9                                            | 11                                              |
| Bernie Sanders                                  | 45.815                                          | 42,5                                            | 9                                               |
| Elizabeth Warren                                | 2.865                                           | 2,7                                             | 0                                               |
| Michael Bloomberg                               | 2.589                                           | 2,4                                             | 0                                               |
| Pete Buttigieg                                  | 1.405                                           | 1,3                                             | 0                                               |
| Tulsi Gabbard                                   | 868                                             | 0,8                                             | 0                                               |
| Amy Klobuchar                                   | 769                                             | 0,7                                             | 0                                               |
| Andrew Yang                                     | 308                                             | 0,3                                             | 0                                               |
| Tom Steyer                                      | 112                                             | 0,1                                             | 0                                               |
| Michael Bennet                                  | 88                                              | 0,1                                             | 0                                               |
| John Delaney                                    | 64                                              | 0,1                                             | 0                                               |
| Marianne Williamson                             | 57                                              | 0,1                                             | 0                                               |
| Cory Booker                                     | 56                                              | 0,1                                             | 0                                               |
| Julián Castro                                   | 49                                              | 0,0                                             | 0                                               |
| Steve Burke                                     | 38                                              | 0,0                                             | 0                                               |
| Roque De La Fuente                              | 22                                              | 0,0                                             | 0                                               |
| Deval Patrick                                   | 17                                              | 0,0                                             | 0                                               |
| Totale                                          | 107.801                                         | 100                                             | 20                                              |

Primarie del Michigan
     Biden
| Primarie democratiche del Michigan, 10 marzo 2020 | Primarie democratiche del Michigan, 10 marzo 2020 | Primarie democratiche del Michigan, 10 marzo 2020 | Primarie democratiche del Michigan, 10 marzo 2020 |
| Candidato                                         | Voti                                              | %                                                 | Delegati                                          |
| ------------------------------------------------- | ------------------------------------------------- | ------------------------------------------------- | ------------------------------------------------- |
| Joe Biden                                         | 838.564                                           | 52,9                                              | 73                                                |
| Bernie Sanders                                    | 576.916                                           | 36,4                                              | 52                                                |
| Michael Bloomberg                                 | 73.175                                            | 4,6                                               | 0                                                 |
| Elizabeth Warren                                  | 26.051                                            | 1,6                                               | 0                                                 |
| Pete Buttigieg                                    | 22.374                                            | 1,4                                               | 0                                                 |
| Amy Klobuchar                                     | 10.969                                            | 0,7                                               | 0                                                 |
| Tulsi Gabbard                                     | 9.461                                             | 0,6                                               | 0                                                 |
| Andrew Yang                                       | 2.381                                             | 0,2                                               | 0                                                 |
| Tom Steyer                                        | 1.732                                             | 0,1                                               | 0                                                 |
| Michael Bennet                                    | 1.532                                             | 0,1                                               | 0                                                 |
| Cory Booker                                       | 871                                               | 0,1                                               | 0                                                 |
| Joe Sestak                                        | 785                                               | 0,0                                               | 0                                                 |
| Marianne Williamson                               | 728                                               | 0,0                                               | 0                                                 |
| John Delaney                                      | 466                                               | 0,0                                               | 0                                                 |
| Julián Castro                                     | 315                                               | 0,0                                               | 0                                                 |
| Non affiliati (Uncommitted)                       | 19.040                                            | 1,2                                               | 0                                                 |
| Totale                                            | 1.585.360                                         | 100                                               | 125                                               |

Primarie del Mississippi
     Biden
| Primarie democratiche del Mississippi, 10 marzo 2020 | Primarie democratiche del Mississippi, 10 marzo 2020 | Primarie democratiche del Mississippi, 10 marzo 2020 | Primarie democratiche del Mississippi, 10 marzo 2020 |
| Candidato                                            | Voti                                                 | %                                                    | Delegati                                             |
| ---------------------------------------------------- | ---------------------------------------------------- | ---------------------------------------------------- | ---------------------------------------------------- |
| Joe Biden                                            | 218.538                                              | 81,1                                                 | 34                                                   |
| Bernie Sanders                                       | 39.915                                               | 14,8                                                 | 2                                                    |
| Michael Bloomberg                                    | 6.618                                                | 2,5                                                  | 0                                                    |
| Elizabeth Warren                                     | 1.416                                                | 0,5                                                  | 0                                                    |
| Tulsi Gabbard                                        | 989                                                  | 0,4                                                  | 0                                                    |
| Pete Buttigieg                                       | 526                                                  | 0,2                                                  | 0                                                    |
| Andrew Yang                                          | 445                                                  | 0,2                                                  | 0                                                    |
| Amy Klobuchar                                        | 415                                                  | 0,2                                                  | 0                                                    |
| Tom Steyer                                           | 374                                                  | 0,1                                                  | 0                                                    |
| Deval Patrick                                        | 253                                                  | 0,1                                                  | 0                                                    |
| Totale                                               | 269.489                                              | 100                                                  | 36                                                   |

Primarie del Missouri
     Biden
| Primarie democratiche del Missouri, 10 marzo 2020 | Primarie democratiche del Missouri, 10 marzo 2020 | Primarie democratiche del Missouri, 10 marzo 2020 | Primarie democratiche del Missouri, 10 marzo 2020 |
| Candidato                                         | Voti                                              | %                                                 | Delegati                                          |
| ------------------------------------------------- | ------------------------------------------------- | ------------------------------------------------- | ------------------------------------------------- |
| Joe Biden                                         | 399.439                                           | 60,1                                              | 44                                                |
| Bernie Sanders                                    | 229.638                                           | 34,6                                              | 24                                                |
| Michael Bloomberg                                 | 9.853                                             | 1,5                                               | 0                                                 |
| Elizabeth Warren                                  | 8.115                                             | 1,2                                               | 0                                                 |
| Tulsi Gabbard                                     | 4.879                                             | 0,7                                               | 0                                                 |
| Pete Buttigieg                                    | 3.301                                             | 0,5                                               | 0                                                 |
| Amy Klobuchar                                     | 2.677                                             | 0,4                                               | 0                                                 |
| Andrew Yang                                       | 952                                               | 0,1                                               | 0                                                 |
| Cory Booker                                       | 650                                               | 0,1                                               | 0                                                 |
| Tom Steyer                                        | 583                                               | 0,1                                               | 0                                                 |
| Bill Haas                                         | 392                                               | 0,1                                               | 0                                                 |
| Michael Bennet                                    | 206                                               | 0,0                                               | 0                                                 |
| Velma Steinman                                    | 191                                               | 0,0                                               | 0                                                 |
| Leonard Steinman                                  | 176                                               | 0,0                                               | 0                                                 |
| Marianne Williamson                               | 170                                               | 0,0                                               | 0                                                 |
| John Delaney                                      | 158                                               | 0,0                                               | 0                                                 |
| Steve Burke                                       | 122                                               | 0,0                                               | 0                                                 |
| Julián Castro                                     | 103                                               | 0,0                                               | 0                                                 |
| Henry Hewes                                       | 94                                                | 0,0                                               | 0                                                 |
| Robby Wells                                       | 79                                                | 0,0                                               | 0                                                 |
| Roque De La Fuente                                | 66                                                | 0,0                                               | 0                                                 |
| Deval Patrick                                     | 52                                                | 0,0                                               | 0                                                 |
| Non affiliati (Uncommitted)                       | 2.482                                             | 0,4                                               | 0                                                 |
| Totale                                            | 664.378                                           | 100                                               | 68                                                |

Primarie dello Stato di Washington
     Biden
     Sanders
| Primarie democratiche dello Stato di Washington, 10 marzo 2020 | Primarie democratiche dello Stato di Washington, 10 marzo 2020 | Primarie democratiche dello Stato di Washington, 10 marzo 2020 | Primarie democratiche dello Stato di Washington, 10 marzo 2020 |
| Candidato                                                      | Voti                                                           | %                                                              | Delegati                                                       |
| -------------------------------------------------------------- | -------------------------------------------------------------- | -------------------------------------------------------------- | -------------------------------------------------------------- |
| Joe Biden                                                      | 583.967                                                        | 37,9                                                           | 46                                                             |
| Bernie Sanders                                                 | 562.445                                                        | 36,5                                                           | 43                                                             |
| Elizabeth Warren                                               | 141.784                                                        | 9,2                                                            | 0                                                              |
| Michael Bloomberg                                              | 121.718                                                        | 7,9                                                            | 0                                                              |
| Pete Buttigieg                                                 | 62.992                                                         | 4,1                                                            | 0                                                              |
| Amy Klobuchar                                                  | 33.184                                                         | 2,2                                                            | 0                                                              |
| Tulsi Gabbard                                                  | 13.027                                                         | 0,8                                                            | 0                                                              |
| Andrew Yang                                                    | 6.335                                                          | 0,4                                                            | 0                                                              |
| Tom Steyer                                                     | 3.425                                                          | 0,2                                                            | 0                                                              |
| Michael Bennet                                                 | 2.017                                                          | 0,1                                                            | 0                                                              |
| Candidati write-in                                             | 1.445                                                          | 0,1                                                            | 0                                                              |
| Cory Booker                                                    | 1.299                                                          | 0,1                                                            | 0                                                              |
| John Delaney                                                   | 568                                                            | 0,0                                                            | 0                                                              |
| Deval Patrick                                                  | 500                                                            | 0,0                                                            | 0                                                              |
| Non affiliati (Uncommitted)                                    | 6.363                                                          | 0,4                                                            | 0                                                              |
| Totale                                                         | 1.539.624                                                      | 100                                                            | 89                                                             |

Caucus delle Isole Marianne Settentrionali
| Caucus democratici delle Isole Marianne Settentrionali, 14 marzo 2020 | Caucus democratici delle Isole Marianne Settentrionali, 14 marzo 2020 | Caucus democratici delle Isole Marianne Settentrionali, 14 marzo 2020 | Caucus democratici delle Isole Marianne Settentrionali, 14 marzo 2020 |
| Candidato                                                             | Voti                                                                  | %                                                                     | Delegati                                                              |
| --------------------------------------------------------------------- | --------------------------------------------------------------------- | --------------------------------------------------------------------- | --------------------------------------------------------------------- |
| Bernie Sanders                                                        | 84                                                                    | 62,7                                                                  | 4                                                                     |
| Joe Biden                                                             | 48                                                                    | 35,8                                                                  | 2                                                                     |
| Non affiliati (Uncommitted)                                           | 2                                                                     | 1,5                                                                   | 0                                                                     |
| Totale                                                                | 134                                                                   | 100                                                                   | 6                                                                     |

#### Primarie degli elettori all'estero
Le "primarie presidenziali globali" organizzate dal Partito Democratico per gli elettori residenti all'estero si sono tenute dal 3 al 10 marzo 2020 in più di 170 paesi. I risultati sono stati pubblicati il 23 marzo 2020.
     Sanders
     Biden
     Warren
| Primarie globali dei democratici residenti all'estero, 3-10 marzo 2020 | Primarie globali dei democratici residenti all'estero, 3-10 marzo 2020 | Primarie globali dei democratici residenti all'estero, 3-10 marzo 2020 | Primarie globali dei democratici residenti all'estero, 3-10 marzo 2020 |
| Candidato                                                              | Voti                                                                   | %                                                                      | Delegati                                                               |
| ---------------------------------------------------------------------- | ---------------------------------------------------------------------- | ---------------------------------------------------------------------- | ---------------------------------------------------------------------- |
| Bernie Sanders                                                         | 23.319                                                                 | 57,9                                                                   | 9                                                                      |
| Joe Biden                                                              | 9.059                                                                  | 22,7                                                                   | 4                                                                      |
| Elizabeth Warren                                                       | 5.730                                                                  | 14,3                                                                   | 0                                                                      |
| Michael Bloomberg                                                      | 892                                                                    | 2,2                                                                    | 0                                                                      |
| Pete Buttigieg                                                         | 616                                                                    | 1,5                                                                    | 0                                                                      |
| Amy Klobuchar                                                          | 224                                                                    | 0,6                                                                    | 0                                                                      |
| Tulsi Gabbard                                                          | 146                                                                    | 0,4                                                                    | 0                                                                      |
| Andrew Yang                                                            | 85                                                                     | 0,2                                                                    | 0                                                                      |
| Deval Patrick                                                          | 26                                                                     | 0,1                                                                    | 0                                                                      |
| Non affiliati (Uncommitted)                                            | 48                                                                     | 0,1                                                                    | 0                                                                      |
| Totale                                                                 | 39.984                                                                 | 100                                                                    | 13                                                                     |

### Elezioni della seconda metà di marzo
Primarie dell'Arizona
     Biden
     Sanders
| Primarie democratiche dell'Arizona, 17 marzo 2020 | Primarie democratiche dell'Arizona, 17 marzo 2020 | Primarie democratiche dell'Arizona, 17 marzo 2020 | Primarie democratiche dell'Arizona, 17 marzo 2020 |
| Candidato                                         | Voti                                              | %                                                 | Delegati                                          |
| ------------------------------------------------- | ------------------------------------------------- | ------------------------------------------------- | ------------------------------------------------- |
| Joe Biden                                         | 260.362                                           | 44,4                                              | 39                                                |
| Bernie Sanders                                    | 193.274                                           | 32,9                                              | 28                                                |
| Michael Bloomberg                                 | 54.123                                            | 9,2                                               | 0                                                 |
| Elizabeth Warren                                  | 35.345                                            | 6,0                                               | 0                                                 |
| Pete Buttigieg                                    | 24.780                                            | 4,2                                               | 0                                                 |
| Amy Klobuchar                                     | 9.447                                             | 1,6                                               | 0                                                 |
| Tulsi Gabbard                                     | 2.932                                             | 0,5                                               | 0                                                 |
| Andrew Yang                                       | 1.883                                             | 0,3                                               | 0                                                 |
| Tom Steyer                                        | 1.122                                             | 0,2                                               | 0                                                 |
| Julián Castro                                     | 726                                               | 0,1                                               | 0                                                 |
| Marianne Williamson                               | 650                                               | 0,1                                               | 0                                                 |
| Roque De La Fuente                                | 622                                               | 0,1                                               | 0                                                 |
| Cory Booker                                       | 410                                               | 0,1                                               | 0                                                 |
| John Delaney                                      | 338                                               | 0,1                                               | 0                                                 |
| Michael Bennet                                    | 248                                               | 0,0                                               | 0                                                 |
| Deval Patrick                                     | 240                                               | 0,0                                               | 0                                                 |
| Henry Hewes                                       | 205                                               | 0,0                                               | 0                                                 |
| Michael Ellinger                                  | 180                                               | 0,0                                               | 0                                                 |
| Totale                                            | 586.887                                           | 100                                               | 67                                                |

Primarie della Florida
     Biden
     Biden
     Sanders
| Primarie democratiche della Florida, 17 marzo 2020 | Primarie democratiche della Florida, 17 marzo 2020 | Primarie democratiche della Florida, 17 marzo 2020 | Primarie democratiche della Florida, 17 marzo 2020 |
| Candidato                                          | Voti                                               | %                                                  | Delegati                                           |
| -------------------------------------------------- | -------------------------------------------------- | -------------------------------------------------- | -------------------------------------------------- |
| Joe Biden                                          | 1.075.807                                          | 61,9                                               | 162                                                |
| Bernie Sanders                                     | 396.506                                            | 22,8                                               | 57                                                 |
| Michael Bloomberg                                  | 146.446                                            | 8,4                                                | 0                                                  |
| Pete Buttigieg                                     | 39.870                                             | 2,3                                                | 0                                                  |
| Elizabeth Warren                                   | 32.805                                             | 1,9                                                | 0                                                  |
| Amy Klobuchar                                      | 17.267                                             | 1,0                                                | 0                                                  |
| Tulsi Gabbard                                      | 8.708                                              | 0,5                                                | 0                                                  |
| Andrew Yang                                        | 5.270                                              | 0,3                                                | 0                                                  |
| Michael Bennet                                     | 4.238                                              | 0,2                                                | 0                                                  |
| Tom Steyer                                         | 2.509                                              | 0,1                                                | 0                                                  |
| Marianne Williamson                                | 1.742                                              | 0,1                                                | 0                                                  |
| John Delaney                                       | 1.580                                              | 0,1                                                | 0                                                  |
| Cory Booker                                        | 1.499                                              | 0,1                                                | 0                                                  |
| Julián Castro                                      | 1.034                                              | 0,1                                                | 0                                                  |
| Joe Sestak                                         | 663                                                | 0,0                                                | 0                                                  |
| Deval Patrick                                      | 660                                                | 0,0                                                | 0                                                  |
| Totale                                             | 1.736.604                                          | 100                                                | 219                                                |

Primarie dell'Illinois
     Biden
     Sanders
| Primarie democratiche dell'Illinois, 17 marzo 2020 | Primarie democratiche dell'Illinois, 17 marzo 2020 | Primarie democratiche dell'Illinois, 17 marzo 2020 | Primarie democratiche dell'Illinois, 17 marzo 2020 |
| Candidato                                          | Voti                                               | %                                                  | Delegati                                           |
| -------------------------------------------------- | -------------------------------------------------- | -------------------------------------------------- | -------------------------------------------------- |
| Joe Biden                                          | 919.172                                            | 59,1                                               | 95                                                 |
| Bernie Sanders                                     | 561.561                                            | 36,1                                               | 60                                                 |
| Michael Bloomberg                                  | 23.658                                             | 1,5                                                | 0                                                  |
| Elizabeth Warren                                   | 21.928                                             | 1,4                                                | 0                                                  |
| Tulsi Gabbard                                      | 9.078                                              | 0,6                                                | 0                                                  |
| Pete Buttigieg                                     | 9.060                                              | 0,6                                                | 0                                                  |
| Andrew Yang                                        | 3.763                                              | 0,2                                                | 0                                                  |
| Cory Booker                                        | 2.568                                              | 0,2                                                | 0                                                  |
| Tom Steyer                                         | 1.605                                              | 0,1                                                | 0                                                  |
| Deval Patrick                                      | 1.506                                              | 0,1                                                | 0                                                  |
| Michael Bennet                                     | 1.270                                              | 0,1                                                | 0                                                  |
| John Delaney                                       | 1.117                                              | 0,1                                                | 0                                                  |
| Totale                                             | 1.556.286                                          | 100                                                | 155                                                |

### Elezioni di aprile
Primarie dell'Alaska
     Biden
| Primarie democratiche dell'Alaska, 10 aprile 2020 | Primarie democratiche dell'Alaska, 10 aprile 2020 | Primarie democratiche dell'Alaska, 10 aprile 2020 | Primarie democratiche dell'Alaska, 10 aprile 2020 |
| Candidato                                         | Voti                                              | %                                                 | Delegati                                          |
| ------------------------------------------------- | ------------------------------------------------- | ------------------------------------------------- | ------------------------------------------------- |
| Joe Biden                                         | 10.834                                            | 55,3                                              | 11                                                |
| Bernie Sanders                                    | 8.755                                             | 44,7                                              | 4                                                 |
| Totale                                            | 19.589                                            | 100                                               | 15                                                |

Primarie del Wisconsin
     Biden
     Sanders
| Primarie democratiche del Wisconsin, 7 aprile 2020 | Primarie democratiche del Wisconsin, 7 aprile 2020 | Primarie democratiche del Wisconsin, 7 aprile 2020 | Primarie democratiche del Wisconsin, 7 aprile 2020 |
| Candidato                                          | Voti                                               | %                                                  | Delegati                                           |
| -------------------------------------------------- | -------------------------------------------------- | -------------------------------------------------- | -------------------------------------------------- |
| Joe Biden                                          | 581.303                                            | 62,9                                               | 65                                                 |
| Bernie Sanders                                     | 293.581                                            | 31,8                                               | 19                                                 |
| Elizabeth Warren                                   | 14.052                                             | 1,5                                                | 0                                                  |
| Michael Bloomberg                                  | 8.957                                              | 1,0                                                | 0                                                  |
| Amy Klobuchar                                      | 6.061                                              | 0,7                                                | 0                                                  |
| Tulsi Gabbard                                      | 5.663                                              | 0,6                                                | 0                                                  |
| Pete Buttigieg                                     | 4.991                                              | 0,5                                                | 0                                                  |
| Andrew Yang                                        | 3.417                                              | 0,4                                                | 0                                                  |
| Tom Steyer                                         | 849                                                | 0,1                                                | 0                                                  |
| John Delaney                                       | 534                                                | 0,1                                                | 0                                                  |
| Michael Bennet                                     | 485                                                | 0,1                                                | 0                                                  |
| Deval Patrick                                      | 313                                                | 0,0                                                | 0                                                  |
| Non affiliati (Unistructed)                        | 3.553                                              | 0,4                                                | 0                                                  |
| Totale                                             | 923.759                                            | 100                                                | 84                                                 |

Caucus del Wyoming
| Caucus democratici del Wyoming, 17 aprile 2020 | Caucus democratici del Wyoming, 17 aprile 2020 | Caucus democratici del Wyoming, 17 aprile 2020 | Caucus democratici del Wyoming, 17 aprile 2020 |
| Candidato                                      | Voti                                           | %                                              | Delegati                                       |
| ---------------------------------------------- | ---------------------------------------------- | ---------------------------------------------- | ---------------------------------------------- |
| Joe Biden                                      | 10.912                                         | 72,2                                           | 12                                             |
| Bernie Sanders                                 | 4.206                                          | 27,8                                           | 2                                              |
| Totale                                         | 15.118                                         | 100                                            | 14                                             |

Primarie dell'Ohio
     Biden
| Primarie democratiche dell'Ohio, 28 aprile 2020 | Primarie democratiche dell'Ohio, 28 aprile 2020 | Primarie democratiche dell'Ohio, 28 aprile 2020 | Primarie democratiche dell'Ohio, 28 aprile 2020 |
| Candidato                                       | Voti                                            | %                                               | Delegati                                        |
| ----------------------------------------------- | ----------------------------------------------- | ----------------------------------------------- | ----------------------------------------------- |
| Joe Biden                                       | 623.186                                         | 72,4                                            | 115                                             |
| Bernie Sanders                                  | 142.906                                         | 16,6                                            | 21                                              |
| Elizabeth Warren                                | 29.614                                          | 3,4                                             | 0                                               |
| Michael Bloomberg                               | 28.247                                          | 3,3                                             | 0                                               |
| Pete Buttigieg                                  | 14.648                                          | 1,7                                             | 0                                               |
| Amy Klobuchar                                   | 11.710                                          | 1,4                                             | 0                                               |
| Tulsi Gabbard                                   | 4.504                                           | 0,5                                             | 0                                               |
| Tom Steyer                                      | 2.715                                           | 0,3                                             | 0                                               |
| Michael Bennet                                  | 2.000                                           | 0,2                                             | 0                                               |
| Deval Patrick                                   | 817                                             | 0,1                                             | 0                                               |
| Andrew Yang                                     | 456                                             | 0,1                                             | 0                                               |
| Totale                                          | 860.803                                         | 100                                             | 136                                             |

     Biden

### Elezioni di maggio
Primarie del Kansas
| Primarie democratiche del Kansas, 2 maggio 2020 | Primarie democratiche del Kansas, 2 maggio 2020 | Primarie democratiche del Kansas, 2 maggio 2020 | Primarie democratiche del Kansas, 2 maggio 2020 |
| Candidato                                       | Voti                                            | %                                               | Delegati                                        |
| ----------------------------------------------- | ----------------------------------------------- | ----------------------------------------------- | ----------------------------------------------- |
| Joe Biden                                       | 110.041                                         | 76,9                                            | 29                                              |
| Bernie Sanders                                  | 33.142                                          | 23,1                                            | 10                                              |
| Totale                                          | 143.183                                         | 100                                             | 39                                              |

Primarie del Nebraska
     Biden
| Primarie democratiche del Nebraska, 12 maggio 2020 | Primarie democratiche del Nebraska, 12 maggio 2020 | Primarie democratiche del Nebraska, 12 maggio 2020 | Primarie democratiche del Nebraska, 12 maggio 2020 |
| Candidato                                          | Voti                                               | %                                                  | Delegati                                           |
| -------------------------------------------------- | -------------------------------------------------- | -------------------------------------------------- | -------------------------------------------------- |
| Joe Biden                                          | 126.424                                            | 76,9                                               | 29                                                 |
| Bernie Sanders                                     | 23.210                                             | 14,1                                               | 0                                                  |
| Elizabeth Warren                                   | 10.400                                             | 6,3                                                | 0                                                  |
| Tulsi Gabbard                                      | 4.523                                              | 2,8                                                | 0                                                  |
| Totale                                             | 164.557                                            | 100                                                | 29                                                 |

Primarie dell'Oregon
     Biden
| Primarie democratiche dell'Oregon, 19 maggio 2020 | Primarie democratiche dell'Oregon, 19 maggio 2020 | Primarie democratiche dell'Oregon, 19 maggio 2020 | Primarie democratiche dell'Oregon, 19 maggio 2020 |
| Candidato                                         | Voti                                              | %                                                 | Delegati                                          |
| ------------------------------------------------- | ------------------------------------------------- | ------------------------------------------------- | ------------------------------------------------- |
| Joe Biden                                         | 404.999                                           | 66,1                                              | 46                                                |
| Bernie Sanders                                    | 125.498                                           | 20,5                                              | 15                                                |
| Elizabeth Warren                                  | 58.764                                            | 9,6                                               | 0                                                 |
| Tulsi Gabbard                                     | 10.607                                            | 1,7                                               | 0                                                 |
| Candidati write-in                                | 12.902                                            | 2,1                                               | 0                                                 |
| Totale                                            | 612.770                                           | 100                                               | 61                                                |

Primarie delle Hawaii
     Biden
| Primarie democratiche delle Hawaii, 22 maggio 2020 | Primarie democratiche delle Hawaii, 22 maggio 2020 | Primarie democratiche delle Hawaii, 22 maggio 2020 | Primarie democratiche delle Hawaii, 22 maggio 2020 |
| Candidato                                          | Voti                                               | %                                                  | Delegati                                           |
| -------------------------------------------------- | -------------------------------------------------- | -------------------------------------------------- | -------------------------------------------------- |
| Joe Biden                                          | 21.215                                             | 63,2                                               | 16                                                 |
| Bernie Sanders                                     | 12.337                                             | 36,8                                               | 8                                                  |
| Totale                                             | 33.552                                             | 100                                                | 24                                                 |

### Elezioni di giugno

Bandiera del Distretto di Columbia

Bandiera di Guam

Bandiera delle Isole Vergini americane

Primarie del Distretto di Columbia
| Primarie democratiche del Distretto di Columbia, 2 giugno 2020 | Primarie democratiche del Distretto di Columbia, 2 giugno 2020 | Primarie democratiche del Distretto di Columbia, 2 giugno 2020 | Primarie democratiche del Distretto di Columbia, 2 giugno 2020 |
| Candidato                                                      | Voti                                                           | %                                                              | Delegati                                                       |
| -------------------------------------------------------------- | -------------------------------------------------------------- | -------------------------------------------------------------- | -------------------------------------------------------------- |
| Joe Biden                                                      | 62.069                                                         | 76,9                                                           | 20                                                             |
| Elizabeth Warren                                               | 9.675                                                          | 12,0                                                           | 0                                                              |
| Bernie Sanders                                                 | 8.007                                                          | 9,9                                                            | 0                                                              |
| Tulsi Gabbard                                                  | 351                                                            | 0,4                                                            | 0                                                              |
| Candidati write-in                                             | 620                                                            | 0,8                                                            | 0                                                              |
| Totale                                                         | 80.722                                                         | 100                                                            | 20                                                             |

Primarie del Montana
     Biden
| Primarie democratiche del Montana, 2 giugno 2020 | Primarie democratiche del Montana, 2 giugno 2020 | Primarie democratiche del Montana, 2 giugno 2020 | Primarie democratiche del Montana, 2 giugno 2020 |
| Candidato                                        | Voti                                             | %                                                | Delegati                                         |
| ------------------------------------------------ | ------------------------------------------------ | ------------------------------------------------ | ------------------------------------------------ |
| Joe Biden                                        | 111.340                                          | 74,5                                             | 18                                               |
| Bernie Sanders                                   | 21.965                                           | 14,7                                             | 1                                                |
| Elizabeth Warren                                 | 11.941                                           | 8,0                                              | 0                                                |
| Non affiliati (Uncommitted)                      | 4.232                                            | 2,8                                              | 0                                                |
| Totale                                           | 149.478                                          | 100                                              | 19                                               |

Primarie del Maryland
     Biden
     Biden
| Primarie democratiche del Maryland, 2 giugno 2020 | Primarie democratiche del Maryland, 2 giugno 2020 | Primarie democratiche del Maryland, 2 giugno 2020 | Primarie democratiche del Maryland, 2 giugno 2020 |
| Candidato                                         | Voti                                              | %                                                 | Delegati                                          |
| ------------------------------------------------- | ------------------------------------------------- | ------------------------------------------------- | ------------------------------------------------- |
| Joe Biden                                         | 510.867                                           | 84,9                                              | 96                                                |
| Bernie Sanders                                    | 38.072                                            | 6,3                                               | 0                                                 |
| Elizabeth Warren                                  | 12.635                                            | 2,1                                               | 0                                                 |
| Michael Bloomberg                                 | 4.607                                             | 0,8                                               | 0                                                 |
| Pete Buttigieg                                    | 4.427                                             | 0,7                                               | 0                                                 |
| Amy Klobuchar                                     | 3.928                                             | 0,7                                               | 0                                                 |
| Andrew Yang                                       | 3.625                                             | 0,6                                               | 0                                                 |
| Tulsi Gabbard                                     | 2.771                                             | 0,5                                               | 0                                                 |
| Michael Bennet                                    | 1.519                                             | 0,3                                               | 0                                                 |
| Cory Booker                                       | 1.302                                             | 0,2                                               | 0                                                 |
| Marianne Williamson                               | 561                                               | 0,1                                               | 0                                                 |
| Tom Steyer                                        | 495                                               | 0,1                                               | 0                                                 |
| Julián Castro                                     | 429                                               | 0,1                                               | 0                                                 |
| Deval Patrick                                     | 235                                               | 0,0                                               | 0                                                 |
| Non affiliati (Uncommitted)                       | 16.102                                            | 2,7                                               | 0                                                 |
| Totale                                            | 601.575                                           | 100                                               | 96                                                |

Primarie del Dakota del Sud
     Biden
| Primarie democratiche del Dakota del Sud, 2 giugno 2020 | Primarie democratiche del Dakota del Sud, 2 giugno 2020 | Primarie democratiche del Dakota del Sud, 2 giugno 2020 | Primarie democratiche del Dakota del Sud, 2 giugno 2020 |
| Candidato                                               | Voti                                                    | %                                                       | Delegati                                                |
| ------------------------------------------------------- | ------------------------------------------------------- | ------------------------------------------------------- | ------------------------------------------------------- |
| Joe Biden                                               | 40.797                                                  | 77,5                                                    | 13                                                      |
| Bernie Sanders                                          | 11.861                                                  | 22,5                                                    | 3                                                       |
| Totale                                                  | 52.658                                                  | 100                                                     | 16                                                      |

Primarie dell'Indiana
| Primarie democratiche dell'Indiana, 2 giugno 2020 | Primarie democratiche dell'Indiana, 2 giugno 2020 | Primarie democratiche dell'Indiana, 2 giugno 2020 | Primarie democratiche dell'Indiana, 2 giugno 2020 |
| Candidato                                         | Voti                                              | %                                                 | Delegati                                          |
| ------------------------------------------------- | ------------------------------------------------- | ------------------------------------------------- | ------------------------------------------------- |
| Joe Biden                                         | 359.452                                           | 76,7                                              | 81                                                |
| Bernie Sanders                                    | 63.012                                            | 13,4                                              | 1                                                 |
| Pete Buttigieg                                    | 16.949                                            | 3,6                                               | 0                                                 |
| Elizabeth Warren                                  | 13.206                                            | 2,8                                               | 0                                                 |
| Michael Bloomberg                                 | 4.599                                             | 1,0                                               | 0                                                 |
| Andrew Yang                                       | 4.206                                             | 0,9                                               | 0                                                 |
| Amy Klobuchar                                     | 3.670                                             | 0,8                                               | 0                                                 |
| Tulsi Gabbard                                     | 2.514                                             | 0,5                                               | 0                                                 |
| Tom Steyer                                        | 1.311                                             | 0,3                                               | 0                                                 |
| Totale                                            | 468.919                                           | 100                                               | 82                                                |

     Biden
Primarie del Nuovo Messico
| Primarie democratiche del New Mexico, 2 giugno 2020 | Primarie democratiche del New Mexico, 2 giugno 2020 | Primarie democratiche del New Mexico, 2 giugno 2020 | Primarie democratiche del New Mexico, 2 giugno 2020 |
| Candidato                                           | Voti                                                | %                                                   | Delegati                                            |
| --------------------------------------------------- | --------------------------------------------------- | --------------------------------------------------- | --------------------------------------------------- |
| Joe Biden                                           | 173.582                                             | 73,3                                                | 30                                                  |
| Bernie Sanders                                      | 35.583                                              | 15,0                                                | 2                                                   |
| Elizabeth Warren                                    | 13.783                                              | 5,8                                                 | 0                                                   |
| Andrew Yang                                         | 3.887                                               | 1,6                                                 | 0                                                   |
| Tulsi Gabbard                                       | 2.646                                               | 1,1                                                 | 0                                                   |
| Deval Patrick                                       | 958                                                 | 0,4                                                 | 0                                                   |
| Non affiliati (Uncommitted)                         | 6.293                                               | 2,7                                                 | 0                                                   |
| Totale                                              | 236.732                                             | 100                                                 | 32 (su 34)                                          |

     Biden
Primarie della Pennsylvania
| Primarie democratiche della Pennsylvania, 2 giugno 2020 | Primarie democratiche della Pennsylvania, 2 giugno 2020 | Primarie democratiche della Pennsylvania, 2 giugno 2020 | Primarie democratiche della Pennsylvania, 2 giugno 2020 |
| Candidato                                               | Voti                                                    | %                                                       | Delegati                                                |
| ------------------------------------------------------- | ------------------------------------------------------- | ------------------------------------------------------- | ------------------------------------------------------- |
| Joe Biden                                               | 783.311                                                 | 78,0                                                    | 147                                                     |
| Bernie Sanders                                          | 185.980                                                 | 18,5                                                    | 34                                                      |
| Tulsi Gabbard                                           | 34.821                                                  | 3,5                                                     | 0                                                       |
| Totale                                                  | 1.004.112                                               | 100                                                     | 181 (su 186)                                            |

Primarie del Rhode Island
     Biden
| Primarie democratiche del Rhode Island, 2 giugno 2020 | Primarie democratiche del Rhode Island, 2 giugno 2020 | Primarie democratiche del Rhode Island, 2 giugno 2020 | Primarie democratiche del Rhode Island, 2 giugno 2020 |
| Candidato                                             | Voti                                                  | %                                                     | Delegati                                              |
| ----------------------------------------------------- | ----------------------------------------------------- | ----------------------------------------------------- | ----------------------------------------------------- |
| Joe Biden                                             | 78.516                                                | 76,7                                                  | 24                                                    |
| Bernie Sanders                                        | 15.222                                                | 14,9                                                  | 2                                                     |
| Elizabeth Warren                                      | 4.402                                                 | 4,3                                                   | 0                                                     |
| Andrew Yang                                           | 795                                                   | 0,8                                                   | 0                                                     |
| Tulsi Gabbard                                         | 639                                                   | 0,6                                                   | 0                                                     |
| Non affiliati (Uncommitted)                           | 1.835                                                 | 1,8                                                   | 0                                                     |
| Candidati write-in                                    | 918                                                   | 0,9                                                   | 0                                                     |
| Totale                                                | 102.327                                               | 100                                                   | 26                                                    |

Caucus di Guam
| Caucus democratici di Guam, 6 giugno 2020 | Caucus democratici di Guam, 6 giugno 2020 | Caucus democratici di Guam, 6 giugno 2020 | Caucus democratici di Guam, 6 giugno 2020 |
| Candidato                                 | Voti                                      | %                                         | Delegati                                  |
| ----------------------------------------- | ----------------------------------------- | ----------------------------------------- | ----------------------------------------- |
| Joe Biden                                 | 270                                       | 69,6                                      | 5                                         |
| Bernie Sanders                            | 118                                       | 30,4                                      | 2                                         |
| Totale                                    | 388                                       | 100                                       | 7                                         |

Caucus delle Isole Vergini Americane
| Caucus democratici delle Isole Vergini americane, 6 giugno 2020 | Caucus democratici delle Isole Vergini americane, 6 giugno 2020 | Caucus democratici delle Isole Vergini americane, 6 giugno 2020 | Caucus democratici delle Isole Vergini americane, 6 giugno 2020 |
| Candidato                                                       | Voti                                                            | %                                                               | Delegati                                                        |
| --------------------------------------------------------------- | --------------------------------------------------------------- | --------------------------------------------------------------- | --------------------------------------------------------------- |
| Joe Biden                                                       | 502                                                             | 91,2                                                            | 7                                                               |
| Bernie Sanders                                                  | 28                                                              | 5,1                                                             | 0                                                               |
| Non affiliati (Uncommitted)                                     | 20                                                              | 3,6                                                             | 0                                                               |
| Totale                                                          | 550                                                             | 100                                                             | 7                                                               |

Primarie della Georgia
     Biden
| Primarie democratiche della Georgia, 9 giugno 2020 | Primarie democratiche della Georgia, 9 giugno 2020 | Primarie democratiche della Georgia, 9 giugno 2020 | Primarie democratiche della Georgia, 9 giugno 2020 |
| Candidato                                          | Voti                                               | %                                                  | Delegati                                           |
| -------------------------------------------------- | -------------------------------------------------- | -------------------------------------------------- | -------------------------------------------------- |
| Joe Biden                                          | 922.177                                            | 84,9                                               | 105                                                |
| Bernie Sanders                                     | 101.668                                            | 9,4                                                | 0                                                  |
| Elizabeth Warren                                   | 21.906                                             | 2,0                                                | 0                                                  |
| Andrew Yang                                        | 9.117                                              | 0,8                                                | 0                                                  |
| Michael Bloomberg                                  | 7.657                                              | 0,7                                                | 0                                                  |
| Pete Buttigieg                                     | 6.346                                              | 0,6                                                | 0                                                  |
| Michael Bennet                                     | 5.154                                              | 0,5                                                | 0                                                  |
| Amy Klobuchar                                      | 4.317                                              | 0,4                                                | 0                                                  |
| Tulsi Gabbard                                      | 4.117                                              | 0,4                                                | 0                                                  |
| Tom Steyer                                         | 1.752                                              | 0,2                                                | 0                                                  |
| John Delaney                                       | 1.476                                              | 0,1                                                | 0                                                  |
| Deval Patrick                                      | 1.042                                              | 0,1                                                | 0                                                  |
| Totale                                             | 1.086.729                                          | 100                                                | 105                                                |

Primarie della Virginia Occidentale
     Biden
| Primarie democratiche della West Virginia, 9 giugno 2020 | Primarie democratiche della West Virginia, 9 giugno 2020 | Primarie democratiche della West Virginia, 9 giugno 2020 | Primarie democratiche della West Virginia, 9 giugno 2020 |
| Candidato                                                | Voti                                                     | %                                                        | Delegati                                                 |
| -------------------------------------------------------- | -------------------------------------------------------- | -------------------------------------------------------- | -------------------------------------------------------- |
| Joe Biden                                                | 122.518                                                  | 65,4                                                     | 28                                                       |
| Bernie Sanders                                           | 22.793                                                   | 12,2                                                     | 0                                                        |
| David Lee Rice                                           | 15.470                                                   | 8,3                                                      | 0                                                        |
| Elizabeth Warren                                         | 5.741                                                    | 3,1                                                      | 0                                                        |
| Tulsi Gabbard                                            | 4.163                                                    | 2,2                                                      | 0                                                        |
| Michael Bloomberg                                        | 3.759                                                    | 2,0                                                      | 0                                                        |
| Pete Buttigieg                                           | 3.455                                                    | 1,8                                                      | 0                                                        |
| Amy Klobuchar                                            | 3.011                                                    | 1,6                                                      | 0                                                        |
| Andrew Yang                                              | 2.590                                                    | 1,4                                                      | 0                                                        |
| Michael Bennet                                           | 1.865                                                    | 1,0                                                      | 0                                                        |
| Tom Steyer                                               | 1.235                                                    | 0,7                                                      | 0                                                        |
| Deval Patrick                                            | 882                                                      | 0,5                                                      | 0                                                        |
| Totale                                                   | 187.482                                                  | 100                                                      | 28                                                       |

Primarie del Kentucky
     Biden
     Biden
     Biden
| Primarie democratiche del Kentucky, 23 giugno 2020 | Primarie democratiche del Kentucky, 23 giugno 2020 | Primarie democratiche del Kentucky, 23 giugno 2020 | Primarie democratiche del Kentucky, 23 giugno 2020 |
| Candidato                                          | Voti                                               | %                                                  | Delegati                                           |
| -------------------------------------------------- | -------------------------------------------------- | -------------------------------------------------- | -------------------------------------------------- |
| Joe Biden                                          | 365.283                                            | 67,9                                               | 52                                                 |
| Bernie Sanders                                     | 65.055                                             | 12,1                                               | 0                                                  |
| Non affiliati (Uncommitted)                        | 58.364                                             | 10,9                                               | 2                                                  |
| Elizabeth Warren                                   | 15.300                                             | 2,8                                                | 0                                                  |
| Pete Buttigieg                                     | 9.127                                              | 1,7                                                | 0                                                  |
| Andrew Yang                                        | 7.267                                              | 1,4                                                | 0                                                  |
| Tulsi Gabbard                                      | 5.859                                              | 1,1                                                | 0                                                  |
| Amy Klobuchar                                      | 5.296                                              | 1,0                                                | 0                                                  |
| Tom Steyer                                         | 2.656                                              | 0,5                                                | 0                                                  |
| Michael Bennet                                     | 2.514                                              | 0,5                                                | 0                                                  |
| Deval Patrick                                      | 1.183                                              | 0,2                                                | 0                                                  |
| Totale                                             | 537.904                                            | 100                                                | 54                                                 |

Primarie dello Stato di New York
| Primarie democratiche di New York, 23 giugno 2020 | Primarie democratiche di New York, 23 giugno 2020 | Primarie democratiche di New York, 23 giugno 2020 | Primarie democratiche di New York, 23 giugno 2020 |
| Candidato                                         | Voti                                              | %                                                 | Delegati                                          |
| ------------------------------------------------- | ------------------------------------------------- | ------------------------------------------------- | ------------------------------------------------- |
| Joe Biden                                         | 1.120.209                                         | 70,2                                              | 220                                               |
| Bernie Sanders                                    | 281.529                                           | 17,6                                              | 54                                                |
| Elizabeth Warren                                  | 81.535                                            | 5,1                                               | 0                                                 |
| Michael Bloomberg                                 | 39.292                                            | 2,5                                               | 0                                                 |
| Pete Buttigieg                                    | 22.515                                            | 1,4                                               | 0                                                 |
| Andrew Yang                                       | 22.386                                            | 1,4                                               | 0                                                 |
| Amy Klobuchar                                     | 10.872                                            | 0,7                                               | 0                                                 |
| Tulsi Gabbard                                     | 8.998                                             | 0,6                                               | 0                                                 |
| Deval Patrick                                     | 3.008                                             | 0,2                                               | 0                                                 |
| Michael Bennet                                    | 2.910                                             | 0,2                                               | 0                                                 |
| Tom Steyer                                        | 2.274                                             | 0,1                                               | 0                                                 |
| Totale                                            | 1.595.528                                         | 100                                               | 274                                               |

### Ultime elezioni di luglio e agosto
Primarie del Delaware
     Biden
| Primarie democratiche del Delaware, 7 luglio 2020 | Primarie democratiche del Delaware, 7 luglio 2020 | Primarie democratiche del Delaware, 7 luglio 2020 | Primarie democratiche del Delaware, 7 luglio 2020 |
| Candidato                                         | Voti                                              | %                                                 | Delegati                                          |
| ------------------------------------------------- | ------------------------------------------------- | ------------------------------------------------- | ------------------------------------------------- |
| Joe Biden                                         | 81.954                                            | 89,4                                              | 21                                                |
| Bernie Sanders                                    | 6.878                                             | 7,5                                               | 0                                                 |
| Elizabeth Warren                                  | 2.850                                             | 3,1                                               | 0                                                 |
| Totale                                            | 91.682                                            | 100                                               | 21                                                |

Primarie del New Jersey
| Primarie democratiche del New Jersey, 7 luglio 2020 | Primarie democratiche del New Jersey, 7 luglio 2020 | Primarie democratiche del New Jersey, 7 luglio 2020 | Primarie democratiche del New Jersey, 7 luglio 2020 |
| Candidato                                           | Voti                                                | %                                                   | Delegati                                            |
| --------------------------------------------------- | --------------------------------------------------- | --------------------------------------------------- | --------------------------------------------------- |
| Joe Biden                                           | 613.238                                             | 86,1                                                | 121                                                 |
| Bernie Sanders                                      | 96.061                                              | 13,5                                                | 5                                                   |
| Non affiliati (Uncommitted)                         | 2.998                                               | 0,4                                                 | 0                                                   |
| Totale                                              | 712.297                                             | 100                                                 | 126                                                 |

Primarie della Louisiana
     Biden
| Primarie democratiche della Louisiana, 11 luglio 2020 | Primarie democratiche della Louisiana, 11 luglio 2020 | Primarie democratiche della Louisiana, 11 luglio 2020 | Primarie democratiche della Louisiana, 11 luglio 2020 |
| Candidato                                             | Voti                                                  | %                                                     | Delegati                                              |
| ----------------------------------------------------- | ----------------------------------------------------- | ----------------------------------------------------- | ----------------------------------------------------- |
| Joe Biden                                             | 212.555                                               | 79,5                                                  | 54                                                    |
| Bernie Sanders                                        | 19.859                                                | 7,4                                                   | 0                                                     |
| Elizabeth Warren                                      | 6.426                                                 | 2,4                                                   | 0                                                     |
| Michael Bennet                                        | 6.173                                                 | 2,3                                                   | 0                                                     |
| Andrew Yang                                           | 4.617                                                 | 1,7                                                   | 0                                                     |
| Michael Bloomberg                                     | 4.312                                                 | 1,6                                                   | 0                                                     |
| Amy Klobuchar                                         | 2.431                                                 | 0,9                                                   | 0                                                     |
| Pete Buttigieg                                        | 2.363                                                 | 0,9                                                   | 0                                                     |
| Tulsi Gabbard                                         | 1.962                                                 | 0,7                                                   | 0                                                     |
| John Delaney                                          | 1.877                                                 | 0,7                                                   | 0                                                     |
| Steve Burke                                           | 1.537                                                 | 0,6                                                   | 0                                                     |
| Robby Wells                                           | 1.395                                                 | 0,5                                                   | 0                                                     |
| Tom Steyer                                            | 902                                                   | 0,3                                                   | 0                                                     |
| Deval Patrick                                         | 877                                                   | 0,3                                                   | 0                                                     |
| Totale                                                | 267.286                                               | 100                                                   | 54                                                    |

Primarie di Porto Rico
     Biden
     Biden
| Primarie democratiche di Porto Rico, 12 luglio 2020 | Primarie democratiche di Porto Rico, 12 luglio 2020 | Primarie democratiche di Porto Rico, 12 luglio 2020 | Primarie democratiche di Porto Rico, 12 luglio 2020 |
| Candidato                                           | Voti                                                | %                                                   | Delegati                                            |
| --------------------------------------------------- | --------------------------------------------------- | --------------------------------------------------- | --------------------------------------------------- |
| Joe Biden                                           | 3.930                                               | 62,4                                                | 44                                                  |
| Bernie Sanders                                      | 932                                                 | 14,8                                                | 5                                                   |
| Michael Bloomberg                                   | 894                                                 | 14,2                                                | 2                                                   |
| Tulsi Gabbard                                       | 194                                                 | 3,1                                                 | 0                                                   |
| Pete Buttigieg                                      | 158                                                 | 2,5                                                 | 0                                                   |
| Elizabeth Warren                                    | 101                                                 | 1,6                                                 | 0                                                   |
| Tom Steyer                                          | 62                                                  | 1,0                                                 | 0                                                   |
| Amy Klobuchar                                       | 31                                                  | 0,5                                                 | 0                                                   |
| Totale                                              | 6.302                                               | 100                                                 | 51                                                  |

Primarie del Connecticut
| Primarie democratiche del Connecticut, 11 agosto 2020 | Primarie democratiche del Connecticut, 11 agosto 2020 | Primarie democratiche del Connecticut, 11 agosto 2020 | Primarie democratiche del Connecticut, 11 agosto 2020 |
| Candidato                                             | Voti                                                  | %                                                     | Delegati                                              |
| ----------------------------------------------------- | ----------------------------------------------------- | ----------------------------------------------------- | ----------------------------------------------------- |
| Joe Biden                                             | 175.160                                               | 84,5                                                  | 60                                                    |
| Bernie Sanders                                        | 24.289                                                | 11,7                                                  | 0                                                     |
| Non affiliati (Uncommitted)                           | 4.989                                                 | 2,4                                                   | 0                                                     |
| Tulsi Gabbard                                         | 2.831                                                 | 1,4                                                   | 0                                                     |
| Totale                                                | 206.694                                               | 100                                                   | 60                                                    |

## Congresso nazionale
La convention nazionale, inizialmente prevista a Milwaukee, Wisconsin, si è tenuta interamente in modalità virtuale, causa pandemia di COVID-19, dal 17 al 20 agosto 2020.